# 日本海海戦

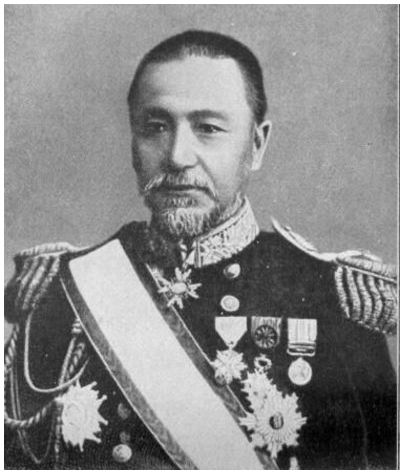
東郷平八郎（1907年〈明治40年〉）

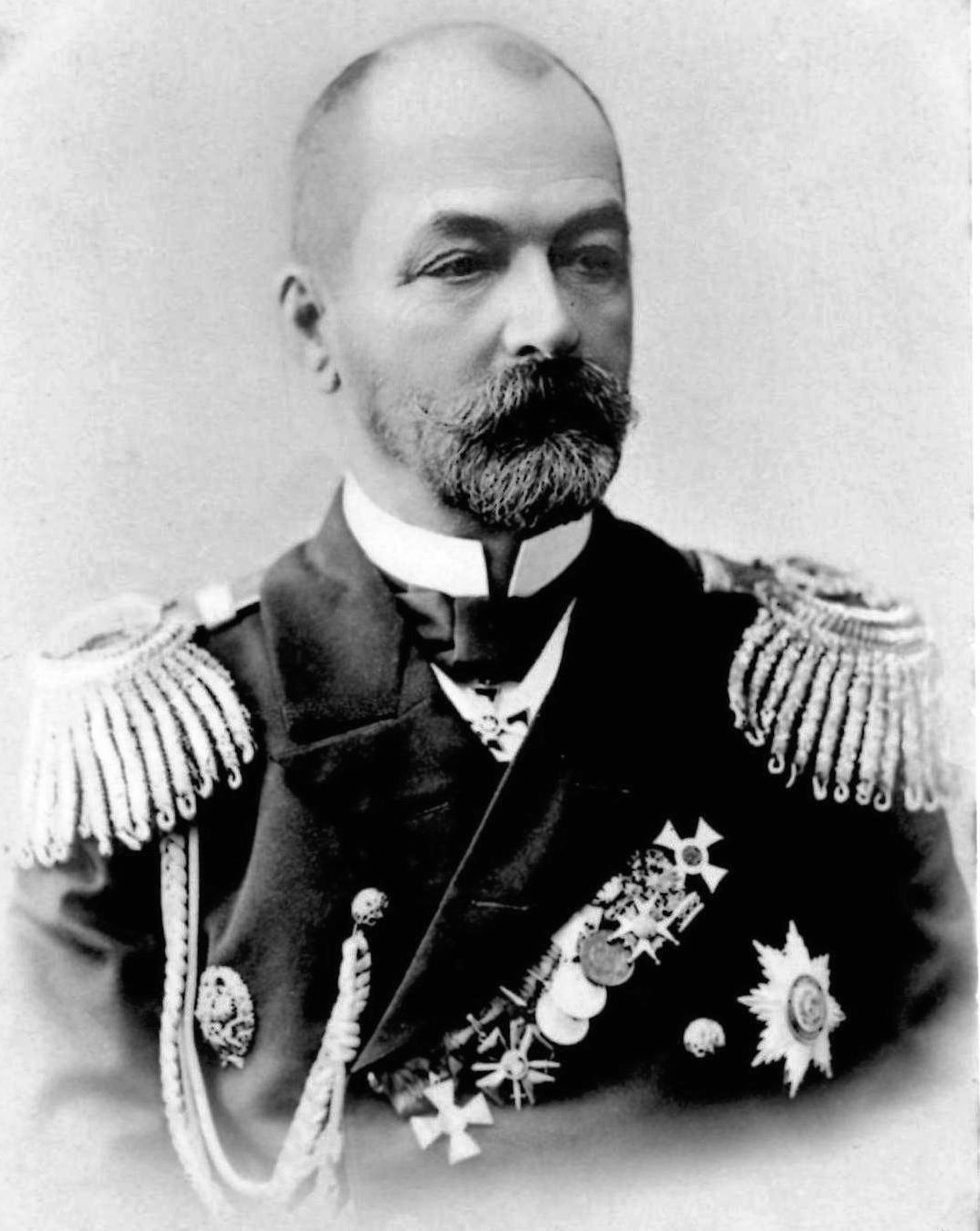
ジノヴィー・ロジェストヴェンスキー

日本海海戦（にほんかいかいせん）は、日露戦争中の1905年（明治38年）5月27日から5月28日にかけて、大日本帝国海軍の連合艦隊とロシア帝国海軍が極東へ送った第2・第3太平洋艦隊とが、日本海で戦った海戦である。
主力決戦は対馬東方沖海域で行われた。日本以外の国々では、この海戦を対馬海戦と呼ぶ（ロシア語「Цусимское сражение」、英語「Battle of Tsushima」）。
- ロシアの第2・第3太平洋艦隊はバルト海艦隊（バルチック艦隊）から引き抜いて編成されたものであるため、日本ではこの艦隊を「バルチック艦隊」と呼ぶことが通例となっている。本稿でもこの呼称を用いる。

ウラジオストク港を目指し対馬海峡（東水道）を突破しようとしたバルチック艦隊を連合艦隊が阻止・邀撃する形となり、バルチック艦隊は艦艇のほぼ全てを損失した一方で、連合艦隊の被害は小艦艇数隻のみの喪失に留まり、連合艦隊は海戦史上稀に見る勝利を収めた。
海戦の背景・遠因は両国が朝鮮半島周辺の制海権を争ったことにある。海戦の結果、ロシアは戦争の形勢逆転の最後の手段を失い、拒否していた日本との講和交渉を受け入れることとなった。

## 背景
日露戦争開戦前、日露両国は海軍の増強に努めており、日本側がやや先行し主力艦として戦艦6隻、装甲巡洋艦6隻（旧式艦除く）を1902年（明治35年）に揃えた。
対するロシア側は1905年（明治38年）初めごろを目途に旅順とウラジオストクの太平洋艦隊へ戦艦12隻、装甲巡洋艦4隻（旧式艦除く）を揃え日本側を圧倒しようと意図した。日本側はこの脅威に対し、勢力が不利になる前に、開戦を決断する要素の一つになった。
1904年（明治37年）2月の開戦時点では、日本側は上記に加え、アルゼンチンより購入した装甲巡洋艦「春日」と「日進」もシンガポールまで回航していた。対して、ロシア側は本国（バルト海）から派遣した戦艦「オスリャービャ」がインド洋まで進んでいたが、太平洋艦隊へは合流不可能と判断し、本国へ引き返した。またボロジノ級戦艦5隻はまだ本国で建造・調整中で派遣に至っていなかった。
開戦時の奇襲を受けたロシアの旅順艦隊（太平洋艦隊の主力）は無理に制海権争いを行わず要塞砲の守りがある旅順港へ籠り、増援を待った。一方ウラジオストク巡洋艦隊は通商破壊を行いある程度成功させたが、大勢に影響を与えなかった。
1904年5月、ロシアは極東へ増派する大規模な新艦隊の編成を発表した。これに「第二太平洋艦隊」の名前を与え、それまでの太平洋艦隊は第一太平洋艦隊と改称した。その後、司令長官にはジノヴィー・ロジェストヴェンスキー少将（後に中将へ昇進）、副司令官にはドミトリー・フェリケルザム少将を任命した。その主力艦は「オスリャービャ」の他はボロジノ級戦艦だが5隻のうち派遣可能な4隻が完成するのは10月だった。ロジェストヴェンスキーは戦力不足を補うために、黒海艦隊から戦艦を引き抜くことを考えたが、ロンドン条約の遵守をイギリスから求められ、仮装巡洋艦のみがこの遠征に加わることとなった。バルト海には戦力を残さず動員する方針ではあったが、旧式艦の多くについては修理しても戦力にならないと判断し遠征から外した。また、アルゼンチンから装甲巡洋艦を購入する案も検討したが、交渉はまとまらなかった。
当時、常時石炭補給が必要となる蒸気船の大艦隊を戦闘状態（水兵と武器弾薬を満載）でヨーロッパから東アジアまで回航するのは前代未聞であった。その航路は、イギリスの制海権下にあり、日英同盟およびドッガーバンク事件の影響により、イギリスとロシアの関係も険悪となっていた。補給は、イギリスが良質な石炭を押さえていたので低質の石炭しか入手できない見込みだった。ロシアと露仏同盟を結んでいたフランスも日英同盟によって牽制を受け、中立国の立場以上の支援を行うことはできなかった。
1904年5月以降、旅順は他と連絡を絶たれ孤立し、旅順艦隊は旅順攻囲戦にて陸上部隊から攻撃を受けたことを契機に、ウラジオストクへの脱出を行なったが途中で損害を受け断念し旅順へ戻った（黄海海戦）。この海戦で戦艦1隻および補助艦艇の大半を損失し、残った戦艦5隻からなる艦隊は旅順へ戻ったが多大な損傷を受けており艦隊機能は著しく下がった。またその出迎えに出たウラジオストク巡洋艦隊も邀撃され行動できなくなる損害を受け（蔚山沖海戦）、日本は朝鮮半島周辺の制海権を確保した。
1904年10月に出発したバルチック艦隊は、黄海海戦と陸上からの砲撃による旅順艦隊の損害状況が分からぬまま進んでいたが、1905年1月に旅順要塞が陥落し港内で沈没していた艦艇も日本の手に渡ったことが判明し、遠征の目的地をウラジオストクに変え、バルチック艦隊単独で連合艦隊の邀撃と対峙することになる。ロシア海軍上層部は、本国で修理が終わった旧式艦を更なる戦力増援としてニコライ・ネボガトフ少将を司令長官とする第3太平洋艦隊を編成した。
1905年2月には奉天会戦が行われロシア満洲軍は大きな損害を受け、早期の補充も困難となった。ロシア国内では血の日曜日事件が発生するなど国内情勢が不安定になっており、早期の形勢逆転が望まれるようになっていたが、陸軍単独では難しくなったため、バルチック艦隊がウラジオストクへ入り制海権を奪取することが強く求められるようになり、日本の満洲軍の補給を絶つことで戦局挽回に掛けた。
日本側も戦力と戦費の枯渇により早期決着を望んでおり、奉天会戦後に講和を模索するが拒否されていた。この状況により、ウラジオストクに入ろうとするバルチック艦隊の戦力を大きく削ることで、ロシアの継戦意欲を絶つことが目標となった。

## 前哨

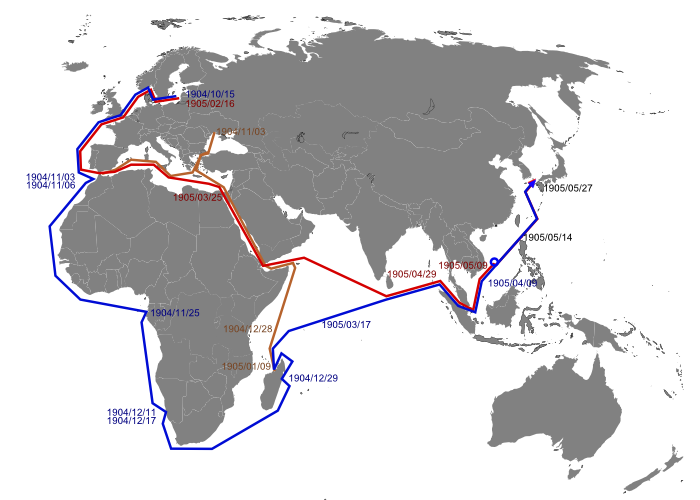
バルチック艦隊東航図。第2太平洋艦隊とスエズ通過の支隊、第3太平洋艦隊の航路

ロシア艦隊は対馬近海で連合艦隊と遭遇し、日本海南西部で撃破された。

### バルチック艦隊の出航
1904年（明治37年）10月15日、第2太平洋艦隊はリバウ軍港を出航した。
同10月21日深夜、第2太平洋艦隊は北海を航行中にイギリスの漁船を日本の水雷艇と誤認して攻撃し、乗組員を殺傷した（ドッガーバンク事件）。これによってイギリスの世論は反露親日へ傾いた。以後第2太平洋艦隊はイギリス海軍艦隊の追尾を受け、これをしばしば日本海軍のものと勘違いして、将兵は神経を消耗させられた。
11月3日、タンジェ（モロッコ）で第2太平洋艦隊は喜望峰を回る本隊とスエズ運河を通過する支隊に分かれた。この理由は、第2太平洋艦隊は戦艦でもスエズ運河を通過できる大きさで設計された艦のみで構成されていたが、実際には建造の不手際と追加資材の搭載による重量超過で喫水が当時のスエズマックスを上回ってしまい、かなりの弾薬や石炭を降ろさなければ通過できず余計に時間がかかるとみなされたためである。
支隊はズダ湾で黒海から来た義勇艦隊の仮装巡洋艦と合流した後、11月26日にスエズ運河を通過し、12月30日にフランス領マダガスカル島のノシベ (Nosy Be) 港へ入った。
本隊は12月19日に喜望峰を通過し、翌1905年（明治38年）1月9日にノシベ港にて支隊と合流した。
そこで知らされたのは1月1日に旅順要塞が陥落し、旅順艦隊の残存艦艇も事実上日本の手に落ちたことであった。これにより日本艦隊に対する圧倒的優位を確保するという当初の回航の目的は達成困難になり遠征を中止することも考えられ、艦隊は同地に一時とどまった。また、ノシベから100km北のアンツィラナナ (Antsiranana)（1975年まではディエゴ・スアレス (Diego-Suárez) と呼ばれていた）にも停泊した。
ロシア海軍上層部は対処を検討した結果、第2太平洋艦隊の遠征を続行させ、本国に残っていた旧式艦艇で新たに第3太平洋艦隊を編成し合流させ、日本艦隊と砲撃力を互角に近づけ、制海権奪還を目指すこと決定した。
この通知を受けたロジェストヴェンスキーは反対の返電を送った。曰く、現在の戦力では制海権奪還が不可能である、第3太平洋艦隊となる各艦は老朽、衰退、上部建造不良であり却って負担となる、唯一可能な方策は第2太平洋艦隊でウラジオストクに入り通商破壊をすることである、という。2月15日に第3太平洋艦隊はリバウ港を出航したが、その知らせを聞いたロジェストヴェンスキーは病気と称して辞職を願ったが許されなかった。結果から言えばロジェストヴェンスキーの意見は正しかった。
3月16日、第2太平洋艦隊はノシベを出航した。インド洋方面にはロシアの友好国の港は少なく、将兵の疲労は蓄積し、水、食料、石炭の不足に見舞われた。4月5日にはマラッカ海峡に入り、4月14日にフランス領インドシナのカムラン湾に入り第3太平洋艦隊を待った。この時にも、ロジェストヴェンスキーは本国に第3太平洋艦隊を待たずにウラジオストクへ急航したいと打電したが許可されなかった。
4月21日にフランスより退去要求を受けたが、4月26日にバンフォン湾の国際法違反にならない場所で投錨した。第3太平洋艦隊は3月26日にはスエズ運河を通過し、5月9日に第2太平洋艦隊と合流を果たした。

### 連合艦隊の準備

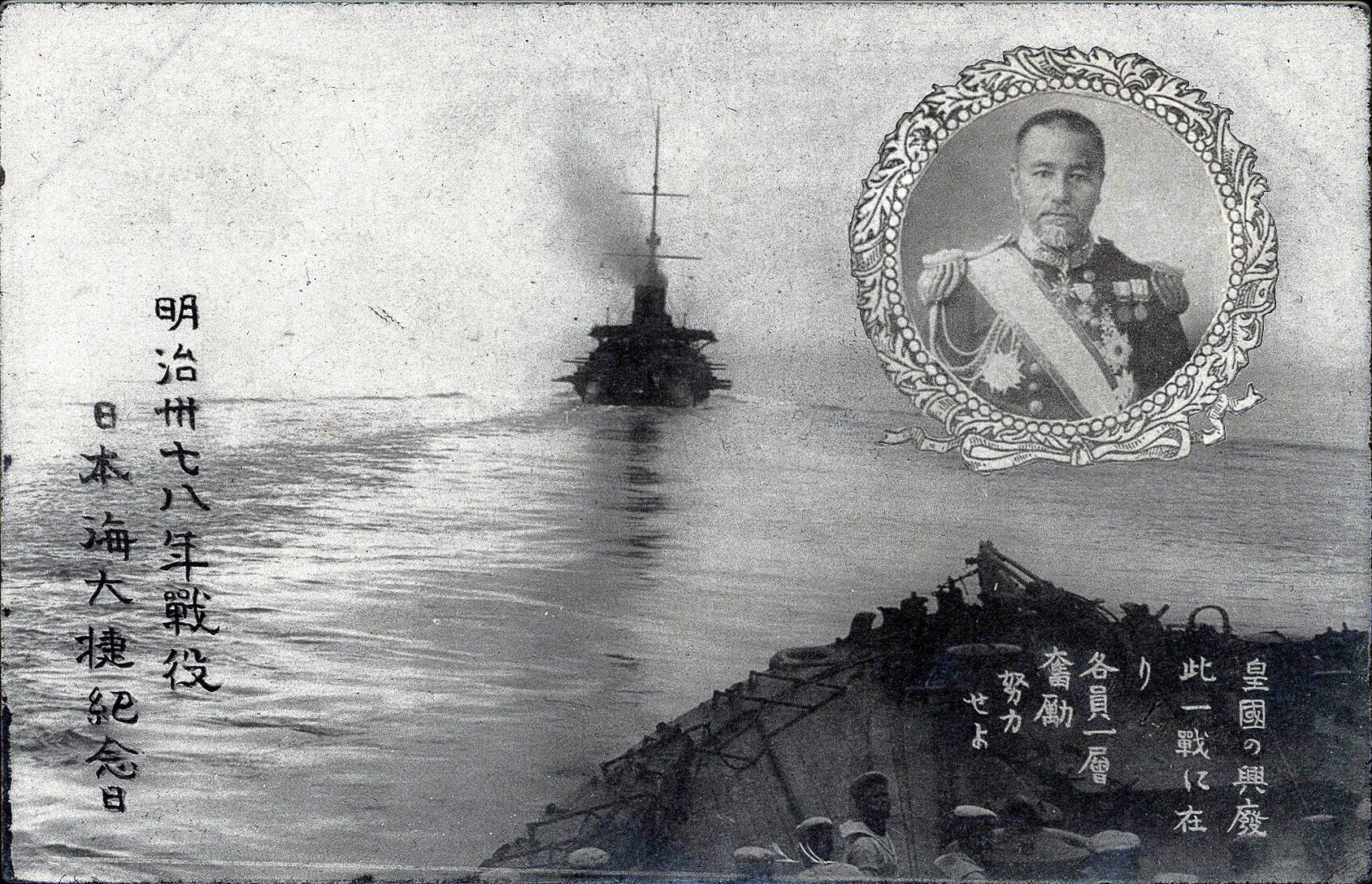
1905年頃の東郷提督と三笠 （旗艦）の写真

日本海軍の連合艦隊は、すでに1904年（明治37年）8月10日の黄海海戦でロシア太平洋艦隊主力の旅順艦隊に勝利し、8月14日の蔚山沖海戦でウラジオストク艦隊にも勝利したことで極東海域の制海権を確保しており、陸軍第三軍による旅順要塞の陥落･旅順艦隊の壊滅の後、艦艇を一旦ドック入りさせるとともに、入念に訓練を行い、バルチック艦隊の迎撃殲滅を目指し備えた。
残る最大の問題はバルチック艦隊をどこで捕捉迎撃するかだった。ウラジオストクへの航路としては対馬海峡経由、津軽海峡経由、宗谷海峡経由の3箇所があり得た。3箇所すべてに戦力を分散すれば各個撃破されかねないと考え、戦力を集中していずれか1箇所に賭けた。とはいえ、バルチック艦隊が宗谷海峡を通過するためには、距離が遠いため日本本土の太平洋側沖合いで石炭を洋上補給する必要がある。津軽海峡は日本側の機雷による封鎖が厳重になされていた。
このようなことから連合艦隊司令長官東郷平八郎大将は、バルチック艦隊は対馬海峡を通過すると予測し主力艦隊を配置するとともに周辺海域に警戒網を敷いた。1905年（明治38年）2月21日には連合艦隊旗艦三笠が佐世保鎮守府管轄である朝鮮半島の鎮海湾に入り、同地を拠点に連合艦隊は対馬海峡で訓練を繰り返した。

#### 日本側の地点表示・哨戒態勢
日本側は戦闘予想海域を直交する等間隔の直線で区切り、その交点に数字を割り振っていた。また陸地が目標となるいくつかの地点を集合場所としてアルファベットで表示し（例：鎮海湾がC地点）、海峡を横切る6つの警戒線と通過する方向になる3つの幹線を設定し交点にアルファベット2文字の地点表示をつけた。
なお哨戒海域を碁盤の目のように細かく分画し、その一つひとつに哨戒用の艦船を配置したという話があり、軍籍船舶以外にも漁船まで動員した哨戒艦船73隻で行ったという。しかしそれに関する記述は戦史に存在しない。27日朝に哨戒を行っていたのは第3戦隊と第6戦隊所属の防護巡洋艦「和泉」、同「秋津洲」、および仮装巡洋艦5隻である。また配置の基準も地点ではなく警戒線である。ジャンクを雇い入れ偽装下士卒を配置し、台湾周辺海域において漁業などを装いつつ監視を行うという指示は出されている。これはバルチック艦隊が台湾周辺を一旦占拠する可能性に備えたものである。

#### 連合艦隊戦策
4月12日、連合艦隊は戦策を定め、砲戦の戦法として「単隊の戦闘は丁字戦法、2隊の共同戦法は乙字戦法に準拠するものとす」とした。
- 基本形の丁字戦法は有力艦全艦による単縦陣を作り、敵艦隊の単縦陣の頭を抑えるように位置し攻撃する。
- 戦艦からなる第1戦隊と、装甲巡洋艦からなる第2戦隊による2隊の場合には、各隊が状況に応じて異なる航路への機動を行い役割分担を行なう。敵に対し両艦隊は十字砲火の攻撃を行う。

同21日に、戦闘開始時における各戦隊の動作について追加した。
また、5月21日に戦策内容を修正した。これは、「第1戦隊は敵の第2順にある部隊の先頭を斜に圧迫する如く敵の向首する方向に折れ勉めて並航戦を開始し爾後戦闘を持続す」、「第2戦隊は状況の許す限り乙字を画き第1戦隊に対する敵の後尾を猛撃し爾後乙字戦法の趣旨に基き共同動作すべき」などと定めた。
これは、連合艦隊と敵艦隊とが単縦陣で全力砲戦の並航戦を行う想定の戦策となっている。開始前は、連合艦隊は敵艦隊の予想航路の前方で待ち構えつつほぼ正面から対向し反航航路で接近する（ただし敵の目的港を背にする側で十分な横距離を確保する）。適切な地点で逐次回頭し、第1戦隊を先頭とする並航戦の体勢を整え、優速を保ち敵艦隊の先頭を斜に圧迫しながら擦り寄るように間合いを次第に詰めて行き、砲戦開始距離まで近付いた時に並航戦砲撃を開始する。その後もこの有利な体勢を保ち砲戦を続けることとしている。この戦策を行うには、敵艦隊への接近時に適切な横距離（最短6,000m）の反航航路で接近する必要がある。
敵艦隊が砲戦を避けて逃げる動きに対しては、黄海海戦の戦訓を踏まえ、第1戦隊はすぐに追いかけるのではなく、まずは間合いを空け（一斉回頭）、以降の有利な位置取りを行う。第2戦隊は優速を生かし先回りしつつ牽制・攻撃を分担し、敵艦隊を第1戦隊の方向へ追い込む。
また、第9艇隊が白昼に第1戦隊と並航する敵主力に対し反航で甲種水雷攻撃を行うことが追加されたが、こちらは5月17日に連繋水雷による奇襲攻撃に切り替えられた。連繋水雷自体が機密であったため、この作戦は後にも公表されていない。
この奇襲は第2戦隊所属の装甲巡洋艦「浅間」が第1駆逐隊と第9艇隊を率い、黄海海戦の際に捕獲した元ロシア海軍の駆逐艦「暁」（後の「山彦」）が敵前に連繋水雷を撒くのを、「暁」を除く第1駆逐隊と第9艇隊の水雷攻撃で注意を引き付け支援するというものであった。「暁」はロシア側のものと迷わせるために識別線と艦号を抹滅し、時々蒸気を吹かすことや有煙火薬で発砲することとされた。だが連合艦隊参謀であった飯田久恒によれば、第2艦隊参謀長だった藤井較一の反対によりこの作戦は当日に取り消すものとされたという。

### 連合艦隊の迷い
5月14日、バルチック艦隊はバンフォン湾を出航した。
5月19日、バルチック艦隊はバタン諸島付近でイギリス汽船「オールドハミヤ」を拿捕した。また日本に向かっていたノルウェー汽船「オスカル」と遭遇したが、臨検のみで解放した。バルチック艦隊は「オールドハミヤ」（乗員はロシア海軍の船員と交代）と仮装巡洋艦「テレーク」と同「クバーニ」を分離し、囮としてバラバラに宗谷海峡回りでウラジオストクに向かわせた。
22日ごろバルチック艦隊は宮古海峡を通過し東シナ海に入った。これは対馬海峡通過を意図していた。ここで日本の民間漁船に目撃されたが、その通報は遅れ、海戦開始には間に合わなかった（久松五勇士参照）。
23日にバルチック艦隊は洋上で停止し、各艦は石炭運送船から最大限量の石炭の積み込みを始めた。同日にフェリケルザムが病死したがその死は秘匿され、ネボガトフにすら知らされなかった。
25日8時に、石炭積み込みを終えたバルチック艦隊は、石炭運送船6隻を分離し上海方面に向かわせた（仮装巡洋艦「リオン」と同「ズネーブル」を護送に付けた）。ロジェストヴェンスキーは対馬海峡を日中に突破すると決め（水雷攻撃を避けるため）、26日、時間調整の間に艦隊運動の演習を行った。
日本海軍は、5月23日に日本へ到着した「オスカル」から情報を受け取った（19日にバルチック艦隊と遭遇し、士官から対馬海峡へ向かうと聞いた旨）。しかしながら19日以降の確かな足取りの情報は不足した。
24日に、東郷は大本営へ電報を送り、相当の時期まで対馬海峡へ向かう敵艦隊を発見できなければ渡島大島への移動を開始する旨を伝えた。
25日に東郷は各司令官を集め軍議を行い、信号によって開封される移動のための密封命令を発し、さらに5月26日正午までに敵発見の情報が無ければ移動すると大本営に電報を送ったが、大本営はこれに行き違う形で慎重を期す旨の返電を送った。第1艦隊と第2艦隊の大部分は加徳水道に残り、「三笠」は大本営との連絡がしやすいように鎮海港を持つ鎮海湾に入った。
26日午前零時過ぎ、バルチック艦隊より分離した石炭運送船6隻が上海に25日夕方に入港したという情報が大本営に入電した。位置関係を考えればバルチック艦隊は25日夕方にまだ九州以南にいることと判断でき、東郷はバルチック艦隊が太平洋側で発見されるまでは対馬海峡で待ち続けると決した。もしも石炭運送船の上海入港が1日遅れていたら、東郷は艦隊を北海道に向けていたかもしれない。

### 発見と通報

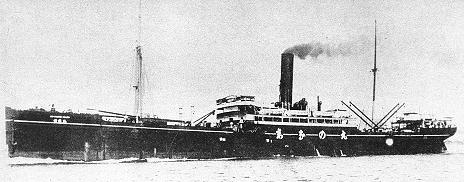
信濃丸

5月27日午前2時45分、九州西方海域にて、成川揆大佐を艦長とする特務艦隊仮装巡洋艦「信濃丸」がバルチック艦隊の病院船「アリヨール」の灯火を発見した。信濃丸側は「アリヨール」が汽船としか確認できなかったため、月明かりを利用して判別するために大きく回りこんで接近した。4時40分に300mまで近づいて病院船と確認してから臨検をしようとしたが、夜が明けつつあった4時45分、距離1,500m以内に航行中の艦影・煤煙を多数視認し、脱出を試みつつ敵艦隊らしき煤煙を発見と打電し、次いで4時50分に203地点で敵艦発見と打電している。「信濃丸」は脱出に成功し一度はバルチック艦隊を見失うも、再度発見して接触を保った。
近くの第4警戒線（中通島辺りから巨文島辺りを結んだ線）で哨戒任務に当たっていた第3戦隊と、「和泉」、「秋津洲」は信濃丸の電信を受けバルチック艦隊への触接のために動き出した。一番近くにいた「和泉」は6時45分にバルチック艦隊を発見し接触を保った。7時過ぎに「信濃丸」は近づいてきたバルチック艦隊の駆逐艦を避けるための行動中、さらに他に煤煙を認めたためバルチック艦隊と離れて調査に向かった。「和泉」はバルチック艦隊の右側で並航しそのまま7時間に亘り敵の位置や方向を無線で通報し続けた。
「信濃丸」は夜間とはいえ危険を冒してロシア艦隊に並航し観測を行い電波を発射し続けていたが、バルチック艦隊からは発見されなかった（当時は無線方位測定器の実用化以前）。
ロシア側からの記述では、「アリヨール」乗員は午前5時すぎに汽船を認め、その後、朝靄の中にロストしている。曰く、「旗はよく見えなかったが、どうも胡散くさく――日本の哨戒船に相違なかった」。ロジェストヴェンスキーは、何もしなかった。午前6時ごろ船が現れ、接近してみると「和泉」だと判った。「和泉」はまる一時間ほど、ロシア艦隊と同じ針路で進んだ。受信機には暗号があわただしく入ってきた。ロジェストヴェンスキーは、砲を「和泉」に向けるよう命令したが、狙いをつけただけだった。（以下しばらく記述が続き、午前9時過ぎ、複数の日本艦の出現の記述の後）「ウラル」は600哩を交信できる（大出力の）無線機を具えていたのだが、「ウラル」からのロジェストヴェンスキー向けの通信妨害の許可を求める信号に対し「日本側ノ無電ノ邪魔ヲスルナ」と応答があり、通信妨害は行われなかった。ただし「信濃丸」の報告書には妨害電波を受けたという記述がある。

#### 信濃丸の第一通報
「信濃丸」の27日朝に送った通信文は「敵艦隊ラシキ煤煙見ユ」・「敵ノ第二艦隊見ユ 203地点」・「敵ハ對州東水道ヲ通過セントスルモノノ如シ（對州は対馬国の別称であり、對州東水道は対馬海峡東水道を指す）」・「敵艦隊15隻以上ヲ目撃ス」となっている。そのうちの前の3つは予め略符が決められており（地点表示は含まない）、カナ1文字を連続送信することとされていた。順番に「ネ」「タ」「ヒ」が割り振られており、「タタタタ」で「敵ノ第二艦隊見ユ」の意味となる。「敵ノ第二艦隊見ユ」の部分は「敵艦見ユ」と略されることが多いが、実際には敵艦発見報は第2太平洋艦隊・ウラジオストック艦隊（略符「ミ」以下同じ）・偵察巡洋艦（「ヨ」）・仮装巡洋艦（「レ」）・駆逐隊（「チ」）とで区別されていた。
この「信濃丸」の第2報である艦隊発見報の地点を456地点としている作品・文献があり、それは各望楼で記録された電報送達紙を集めた冊子にあったものを情報源に推測していると思われるが、それは翌28日早朝、対馬の北東の海域で「シソイ・ヴェリキー」を発見した時のものである。確かに暗号文（『タタタタ（モ四五六）「yr」セ』略符号を丸括弧で囲むのは電報業務の一般的慣習。最後の「セ」は不明）が記載されているものと訳文（『敵艦隊見ユ 456地点 信濃丸』）が記載されているものがあるが、その2枚は28日に記録された部分に収録されている他、日付も「二十八」と読め、記録場所も対馬北部に存在した大河内［おおかわち］望楼であると読める。第7戦隊の報告書でも28日6時45分に「敵ヲ発見ス456地點(?)」｛原文ママ、點は点の旧字体｝と記録されている。訳文にも「456」に緑の文字で「?」とつけられている。456地点は益田市周辺の北側に当たり、受電文の456地点に「?」がつけられているのは容易に電波の届く位置ではないからと推測される。「信濃丸」が5時10分に445地点付近で仮装巡洋艦「八幡丸」と合流したという報告が極秘戦史に記載されているが、その元の報告書である戦時日誌では455地点と記載されていることから、実際には446地点とすべきであったと推測できる。なお第3報のものは1枚の電報送達紙に暗号文（『ヒヒヒ「yr」』）とその訳文（『敵ハ對州東水道ヲ通過セントスルモノノ如シ』）が記載されたものが残されている（記録場所は対馬南部に存在した神山［こうやま］望楼）。

## 戦闘

### 連合艦隊出撃

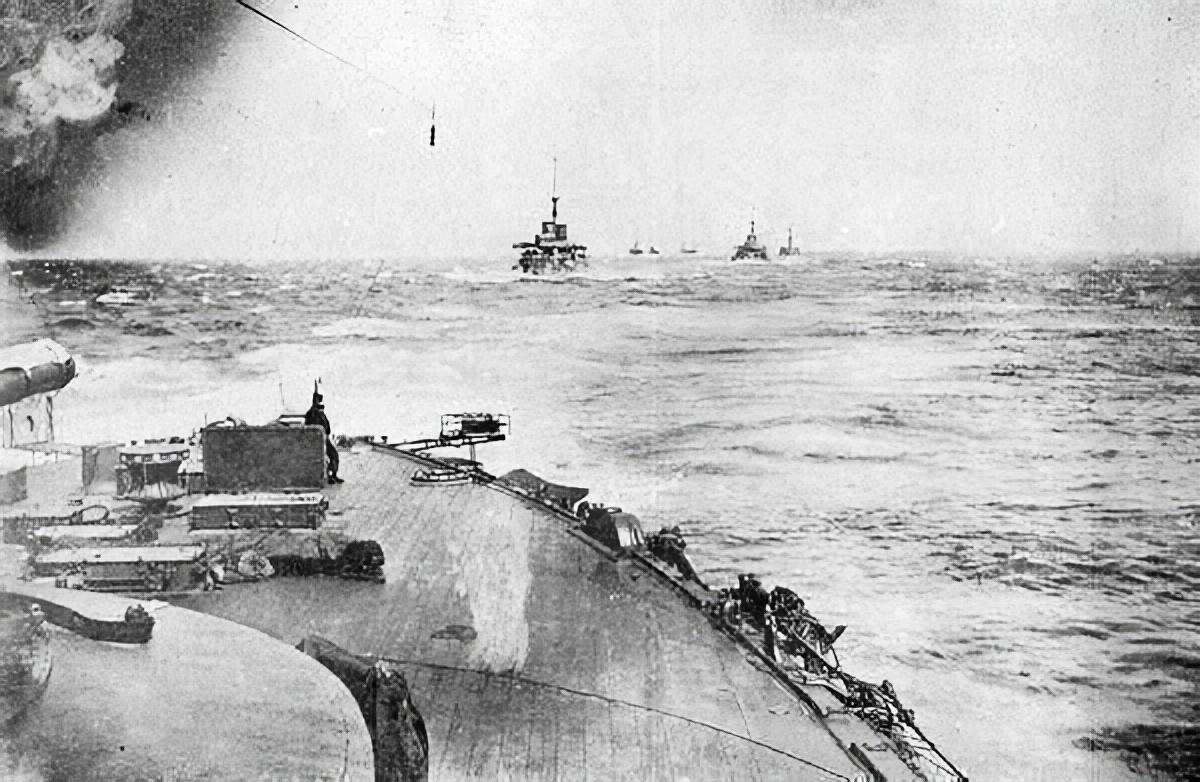
5月27日早朝、バルチック艦隊との決戦に出撃する連合艦隊（「朝日」艦上より）

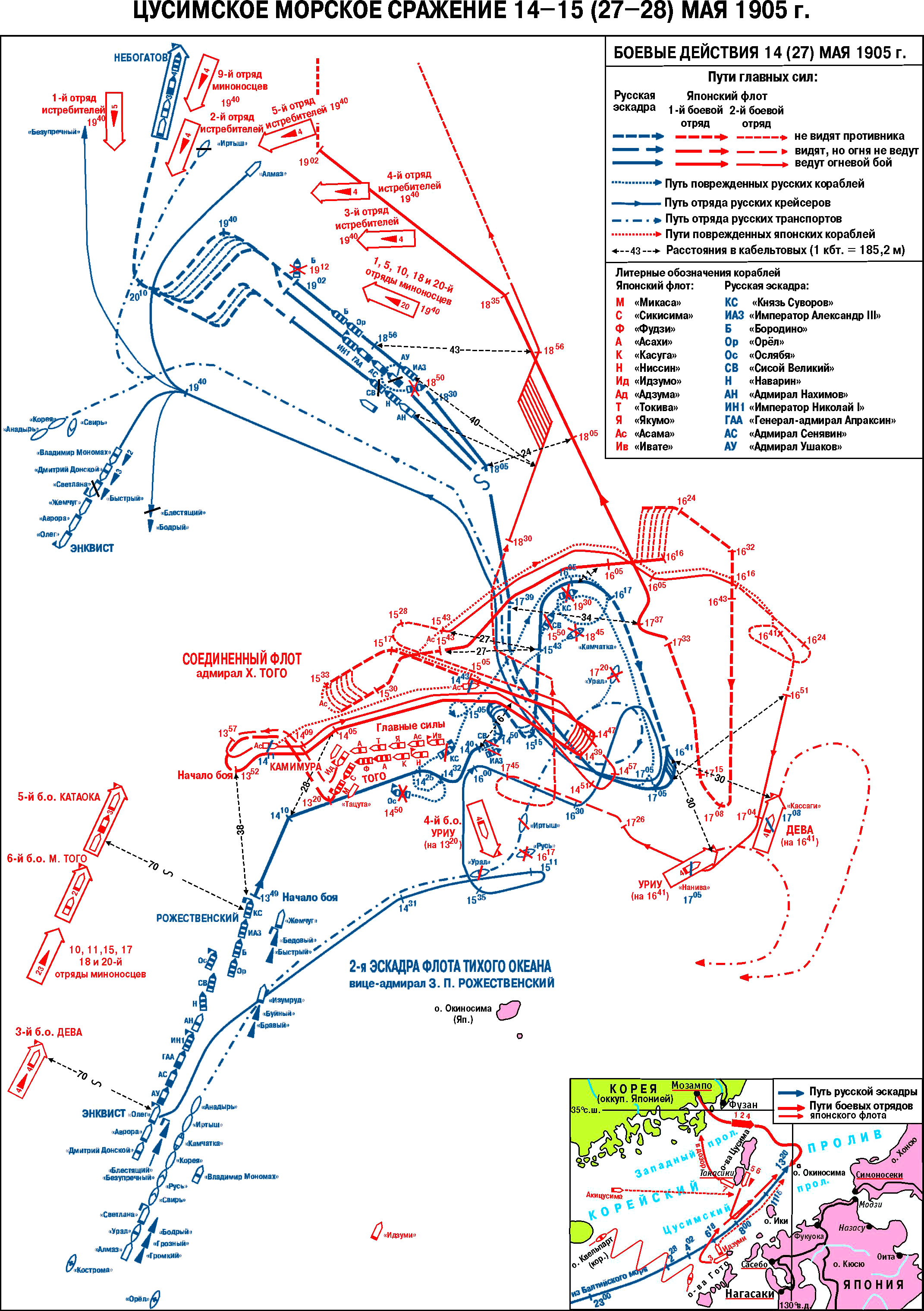
日本海海戦での各艦の行動（ロシア語）

5時5分頃、敵艦見ゆの報に接した第1・第2艦隊に「直ちに出港用意」が 下令され、6時頃、出港を始めた。「三笠」は大本営に向け「敵艦隊見ユトノ警報ニ接シ聯合艦隊ハ直チニ出動、コレヲ擊滅セントス。本日天氣晴朗ナレドモ浪髙シ」と打電した（打電文後半は秋山真之が書き加えた）。6時35分に「三笠」は第1・第2艦隊の先頭に立ち、7時10分、加徳水道を抜け外洋に出た。

### 触接
対馬・尾崎湾にいた第3艦隊の大部分は5時34分に触接のため出航し、同地点にいた第2艦隊所属の第4駆逐隊もそれに倣った。「秋津洲」も合流した第3艦隊は10時頃バルチック艦隊を発見しその左前方につき「三笠」に向かって敵情報告を始めた。バルチック艦隊も、夜明けから「和泉」やその他の艦艇を確認していた。10時30分には第3戦隊も加わりバルチック艦隊の左真横について敵情報告を始めた。11時42分頃旗艦「クニャージ・スヴォーロフ」の掲げた「和泉」との距離を示す旗旒信号を発砲命令と誤認した後続の諸艦が第3戦隊に向け砲撃を行った。第3戦隊は16ノットに増速し砲撃を返しつつ距離を離した。やがてロジェストヴェンスキーが発砲を中止させ日本側もやめた。双方に1発の命中弾もなかった。第3戦隊は再び近づき、徐々に減速しながらバルチック艦隊の前に出ていった。
第4駆逐隊は第3戦隊がバルチック艦隊の前に出ていくとそれについていった。この時バルチック艦隊の第1戦艦隊は右八点正面変換（右90度逐次回頭）を行いさらに左八点一斉回頭により単横陣を形成しようとしたが途中で止めて単縦陣に戻った。ロジェストヴェンスキーは戦後の査問会で、日本艦が見えなくなった隙に第1・第2戦艦隊を一列横陣に展開しようとしたが第3戦隊が再び確認できたためその命令を途中で取り消した、と述べており敵主力に対する備えだったという。日本側は単横陣が第3戦隊と第4駆逐隊に対してのもの、特に駆逐艦が機雷を撒く危険に備えるものと解釈しており、2番艦と3・4番艦との挙動の違いから2番艦の戦艦「インペラートル・アレクサンドル3世」が信号を誤読して左八点一斉回頭ではなく逐次回頭を行い、3・4番艦は一斉回頭の動きから逐次回頭に修正したと判断している。
バルチック艦隊の主力である第1・2・3戦艦隊の12隻に対し、ロジェストヴェンスキーは正確な単縦陣へ戻すべく命令を下していたが、「三笠」が前方に姿を現した時には、まだ第1戦艦隊の左側に少し遅れて第2・3戦艦隊が続く不完全な陣形だった。

### 邀撃用意

Z旗

「三笠」は沖ノ島付近での邀撃を目論み南下していたが、波が高く水雷艇の航行に支障をきたしていたため8時50分には水雷艇を三浦湾に退避させ、また連繋機雷の使用にも適さないとして10時08分に奇襲隊の解隊命令を出した。
この頃から第3艦隊の「和泉」からの報告に加え、同旗艦の防護巡洋艦「厳島」からも、敵情報告を受け取るようになったが、それによる敵の位置は「和泉」によるものより東寄りであった。次いで第3戦隊旗艦の防護巡洋艦「笠置」からも報告があったが、敵の位置は「和泉」によるものより西寄りであった。
実際の敵の位置は「和泉」によるものが正確であったが、他艦からの報告の位置ずれの原因は、26日は波が強く艦がそれに流されていたことによるもので、修正も行われていたがその計算が合っていなかったことによる。「和泉」が正確だったのは26日夜に一旦神ノ浦（若松島か?）に退避していたためである。
連合艦隊司令部は、これによる混乱はあったが、「厳島」の位置情報に基づき動くこととした。13時15分、「三笠」は第3戦隊を発見し、第3戦隊もまた連合艦隊主力を視認してその後尾に回った。
13時21分、沖ノ島の北方を西微南に航行していた「三笠」は南南西へ変針し、バルチック艦隊への会敵を想定し基本戦策に基づく反航航路に入った。これは戦闘に臨み北側に適切な横距離を確保する位置関係を予期した変針だったが、結果的には尚早だった。視界は濛気（靄）のために良好ではなかった。
13時39分、「三笠」は北東微北の針路に進むバルチック艦隊を艦首方向真正面に視認し、三笠は戦闘旗を掲揚して戦闘開始を命令した。直後の13時40分、直進を改め、右に大きく変針し北西微北へ向かった。これは、基本戦策にしたがい、そのままでは不足する北側横距離を確保する目的である。
13時55分、「三笠」は左に変針して針路を西に取り、改めてほぼ反航航路に入った。その時、両艦隊の距離は約7海里（≒13,000m）。東郷は「三笠」へのZ旗の掲揚を指示、すなわち全麾下に「皇国ノ興廃、コノ一戦ニ在リ。各員一層奮励努力セヨ」と号令を掛けた。
14時02分、さらに「三笠」は左に変針して針路を南西微南にとり、第1戦隊は北東微北の針路を進むバルチック艦隊に対して基本戦策通りの完全な反航路に入った（横距離間隔は必要最小限の6,000m）。東郷は並航戦を始める大回頭のタイミングの判断に集中した。第2戦隊も単縦航路で続いた。もしも反航路のまま両国の艦隊が直進すれば先頭の旗艦同士がすれ違うのは14時10分頃となる（海戦図からの推定）。
対するバルチック艦隊は、第1戦艦隊と後を進む第2戦艦隊とが単縦航路を取ることに遅れ、二列となっており（前者が右列、後者が左列）、第1戦艦隊殿艦である戦艦「オリョール」と第2戦艦隊の先頭艦である戦艦「オスリャービャ」とは並走していた。ロジェストヴェンスキーは、第1戦艦隊を第2戦艦隊の針路上に割り込ませ単縦航路を取るよう指示し、不利な体勢を改めようと急がせていた。

### 敵前大回頭
14時05分、敵を南微東に距離8,000mで反航路で臨んだ時、東郷は急転回での左回頭（＝取舵一杯）を命じ、14時07分に先頭の三笠は回頭を終え東北東へ定針した。海戦図に拠れば回頭後の「三笠」は右横ほぼ正面に第1戦艦隊旗艦「クニャージ・スヴォーロフ」を望み、連合艦隊は基本戦策通りの有利な並航の形を開始した。連合艦隊は直前まで大回頭・並航戦開始の気配を見せず、バルチック艦隊側は単純な反航戦しか予期できなかった（また第1戦艦隊と第2戦艦隊との単縦陣も未だ取れていなかった）。
14時08分、「三笠」に続く「敷島」が東北東に定針した。これを見て、バルチック艦隊は砲撃を開始し「三笠」へ向けて攻撃集中を始めた。日本側は、14時10分に「三笠」が距離6,400mまで間合いを詰め、「クニャージ・スヴォーロフ」に向けて発砲を始めた。その後、第1戦隊は回頭を完了した艦から発砲を始めた。
バルチック艦隊は、不利な体勢のために、実際には全力砲撃を行えなかった。「クニャージ・スヴォーロフ」から見ると「三笠」は左前方約30度に位置したため後部砲塔の砲を向けることができず、第1戦艦隊隊列後方の艦も距離が遠すぎた。第2戦艦隊旗艦「オスリャービャ」は不利な位置体勢を改めようとして、速度を落とし右に蛇行し、第1戦艦隊殿艦「オリョール」の後ろへ付こうとする最中だった。
第2戦隊も第1戦隊の後に続き反航路を進んでいたが、14時15分から同様に大回頭を始め、第1戦隊のすぐ後ろに付き単縦陣を作り、以後30分間、基本戦策通りに共同で並航戦砲撃を行った。

### 三十分間での「決着」
14時11分、「クニャージ・スヴォーロフ」は右に変針し、バルチック艦隊はそれに続き、全力で並航砲戦を始めた。しかし引き続き、日本側に先行を許し圧迫される体勢だった。不利な位置体勢の第2戦艦隊旗艦「オスリャービャ」も日本側の各艦から早くから集中砲火を浴び、早々に攻撃力を失った。
14時20分、第1戦隊はバルチック艦隊との間合いをさらに距離5000m（先頭艦間）へ詰め、砲撃戦は最高潮となり両軍の被害も増え始めた。三笠の被弾も急増したが、日本側からバルチック艦隊への命中率が圧倒していた。バルチック艦隊主力の速度11ノットに対して第1・2戦隊は15ノットであり、「三笠」は「クニャージ・スヴォーロフ」より徐々に先行した。
14時27分、第2戦隊所属の装甲巡洋艦「浅間」が被弾により舵機を損傷し戦列から離れた。しかしこれを除けば、連合艦隊は各艦の戦闘力を維持した。これに対してバルチック艦隊主力艦は多数の被弾により急速に戦闘力を失っていった。バルチック艦隊主力前方の艦は被弾で砲撃速度が低下し、後方の艦は徐々に先行する「三笠」へ向けて砲撃が困難となり、「三笠」の被弾は峠を越えた。
14時35分、連合艦隊第1戦隊は東へ転針を行った。14時43分には東南東へ転針を行った。これによりウラジオストックへ向かおうとするバルチック艦隊の北進路も遮蔽していった。この間にも連合艦隊の主砲徹甲弾はバルチック艦隊各艦の舷側を撃ち抜き内部破壊および浸水をもたらし、合わせて主砲および副砲榴弾を用いて上部構造を破壊・火災を引き起こし、また飛散破片により戦闘員の戦闘力を奪った。14時50分、「クニャージ・スヴォーロフ」と「オスリャービャ」は甲板上や艦内の各所で火災が激しくなり右へ大きく回頭して戦列から離脱した。「オスリャービャ」は舷側被弾口からの浸水への対処が進まず致命的になりつつあった。
この30分間の砲戦で、バルチック艦隊は攻撃力を甚だしく失った。秋山はこの30分間で勝敗は決したと評し、ここからは追撃戦であり、初期に撃沈に至らなくても、その後の追撃戦が損害を大きく与えると述べている。
連合艦隊の第3・第4・第5・第6戦隊は大回頭に参加せずバルチック艦隊の後方を回り、14時45分に第3・第4戦隊が主力艦隊の右方にいたバルチック艦隊の巡洋艦・特務船に対する攻撃を開始した。

### 第2戦隊の独断専行
「クニャージ・スヴォーロフ」の急な右回頭は舵の故障によるもので、回頭を続けていた。「クニャージ・スヴォーロフ」に続くバルチック艦隊の2番艦、戦艦「インペラートル・アレクサンドル3世」の艦長ニコライ・ブフヴォストフ大佐はすぐにこれを見抜き、事前の取り決めどおり自身が先頭に立つことを決め、東南東の針路を保持した。しかし「インペラートル・アレクサンドル3世」も集中砲火を受けて列外に出た。「クニャージ・スヴォーロフ」の司令塔内にも榴弾破片が飛び込み、ロジェストヴェンスキーは重傷を負った。
14時55分頃、後を引き継ぎ先頭に立った3番艦の戦艦「ボロジノ」艦長セレブレーンニコフ大佐は左へ大きく回頭し北へ変針し並航戦の打ち切りを図った。これは第1戦隊の後を進む第2戦隊の右舷へ向けて突進する形を取る危険な航路だが、第2戦隊からの攻撃に耐えつつも第2戦隊が行き過ぎてくれれば、そのすぐ後方を北方へすり抜け、艦隊をウラジオストク港へ向かわせようとした。
第1戦隊・第2戦隊は南東へ進んでいたが、バルチック艦隊のこの変針へ対応するため、東郷は基本戦策通りに「左八点一斉回頭」（全艦左へ90度一斉に回頭）を命じ、第1戦隊は14時58分に各艦が変針を行った。第2戦隊の上村もこれに一旦倣おうとして旗旒信号まで出したが、信号を取り消して直進を続け、右舷へ突進して来る敵戦艦に対し、有利な体勢（T字形）で砲撃を続けた。また17ノットに速度を速め、もしも敵戦艦が右へ針路を変えて東方へすり抜けようとしても、東側を塞ぐ体勢をとり、北方へ向かわざるを得ないバルチック艦隊に対し、北側の第1戦隊を加えた乙字戦法の十字砲火の形とした。ただしもしも第2戦隊単独でバルチック艦隊に対して並航戦を長時間続けると不利となる。
バルチック艦隊はこれらにより不利な体勢に陥ったが、攻撃を退避しつつ艦隊をまとめて北へウラジオストク港を目指す努力を続けた。
「クニャージ・スヴォーロフ」の脱落後は「インペラートル・アレクサンドル3世」や「ボロジノ」がバルチック艦隊の針路を決めていたが、正確な航路やその意図を測ることは不可能になっている。
この後の展開は第1戦隊と第2戦隊の報告が一部食い違い、日本側の戦史では両方をそのまま掲載している。ただし海戦図として残されたのは第1戦隊のものが基礎となっている。また第2艦隊先任参謀であった佐藤鉄太郎はさらに異なった証言を残している。
この最中の15時7分あるいは同10分には「オスリャービャ」が沈没している。またバルチック艦隊の後方で離れて航行していた病院船「オリョール」と同「コストローマ」は、15時30分に仮装巡洋艦「佐渡丸」や同「満州丸」に捕捉され、臨検のため荒れた外海から三浦湾に移動させられた。

#### 第1戦隊による報告
第1戦隊は、14時58分に「左八点一斉回頭」を行い北東に進む単横陣となったが、第2戦隊は直進を続け、敵との間に入り込んでしまったため砲撃を一旦停止した。15時5分に北進する敵の前面に出るため「左八点一斉回頭」を行い、装甲巡洋艦日進を先頭にした逆順単縦陣となり西北西に進み、15時7分に南側のバルチック艦隊に対し左舷戦闘を開始した。
北進を始めたバルチック艦隊主力はこの圧迫を受けたことからすぐに北進を一旦断念し「ボロジノ」が避けるように右へ回頭しバルチック艦隊主力は一時的に東進し、第1戦隊に対して反航戦の態勢となった。この頃「インペラートル・アレクサンドル3世」が先頭に復帰した。その後、バルチック艦隊主力は北からの日本の第1戦隊、東から第2戦隊の攻撃を受け、それらを避けるように右へ回頭を続け一周回しながら乱れた艦列をまとめ、再び北進への機会を窺おうとした。
第1戦隊は反航戦を行いながら西北西への直進を続けた。この戦闘の終盤では、機関の調整によって操船の自由をある程度取り戻し孤立して北進する「クニャージ・スヴォーロフ」が向かって来るのを発見し砲撃を加えたが、東郷は既に戦闘力を失っていると判断し砲撃を切り上げて、しばらく体勢を整えつつ、第2戦隊の合流を待つこととした。敵艦主力は南へ一周回しながら一時的に退避中であり、後方に遠ざかり見えなくなった。
第1戦隊は「左八点一斉回頭」を2回行い、15時49分には「三笠」を先頭にした単縦陣の戦闘体勢に戻り、北東へ針路をとった。第2戦隊は合流し先行した。
15時55分、第1戦隊は東微南約7,000mに北方へ遁走を図る敵艦主力を発見、16時1分に距離6,500mで北側から砲撃を再開した。
「クニャージ・スヴォーロフ」は孤立したまま北東に針路を取り、主力の前方を進んだ。

#### 第2戦隊による報告
14時56分に「左八点一斉回頭」を行い単横陣となった第1戦隊各艦の後尾を通過する第2戦隊は東南東へ直進を続け、バルチック艦隊に3,000mの距離で攻撃を加えた。バルチック艦隊はしばらく右回頭を続けたため、一時的・部分的に並航戦の形となり、第2戦隊も南東に進んで敵の先頭を圧迫し攻撃した。バルチック艦隊はさらに右へ回頭を続けたので第2戦隊から離れた。第2戦隊は15時10分に砲撃を中止し並航戦を切り上げ、「左16点逐次回頭」を行い、15時16分に針路を西北西とし、第1戦隊を追った。
15時20分に北方へ向かうバルチック艦隊を左舷正横やや前方に認め、距離6,000mで砲撃を再開した。15時26分には距離3,100mまで近づいたが、バルチック艦隊は靄と爆煙で見えなくなり砲撃を緩めてマストの旗を頼りに砲撃を続けたが、15時34分には左舷に「クニャージ・スヴォーロフ」を発見し、1,700mという至近距離で砲撃を加えたがほとんど反撃が無いことから砲撃を中止し、南方の敵主力は見えなくなった。敵主力はいずれ第2戦隊の後方から北方に逃れると考えられ、同時に第1戦隊が合流に向かって来たことを確認したため15時47分に右へ回頭して北東へ針路を取り、第1戦隊の左前方に入った。

#### 佐藤の証言
1935年（昭和10年）に記録された「日露戦役参加者 史談会記録」による佐藤の証言によれば、「クニャージ・スヴォーロフ」は14時50分の段階でまだ列の先頭にいて、そこから舵の故障で左折して後続の艦が列を乱したとしている。第2戦隊の「左16点逐次回頭」には触れているが、バルチック艦隊主力の行動については触れていない。

### 追撃
第1戦隊と第2戦隊は単縦陣で（第2戦隊が先行）、バルチック艦隊主力の北西側で並航路を進んだ。
16時15分、第1戦隊は東北東に変針し北側から基本戦策通りに敵へ接近・すり寄った。バルチック艦隊は乱れた隊列をまとめる努力を続けつつ北進を試みた。「クニャージ・スヴォーロフ」はダメージが大きく操艦の不自由も続き、両艦隊の間を進んだため集中砲火を受けて悲惨な状況となった。
バルチック艦隊は北側から圧迫を受け緩やかに右へ回り、第1戦隊も16時24分にはほぼ東に向かった。第1戦隊に先行していた第2戦隊は16時30分に敵を見失った。バルチック艦隊は右へ回り続けたため、第1戦隊は敵がまた後尾をすり抜けて北へ逃れようとすることを慮り、16時35分に「左八点一斉回頭」を行ったが、バルチック艦隊はこれを見てか北進を止めた様子を認めすぐに単縦陣へ戻ろうとしたが、「右八点一斉回頭」の信号を各艦が確認するのに手間取り一斉回頭を行えたのは16時43分であった。この間にバルチック艦隊を完全に見失ったため、第1戦隊は16時51分から南に変針した。第2戦隊はこれに先立って南へ向かっていたものの、北方へ向かう第1戦隊を見失いかけたため16時47分に北西へ向かって第1戦隊に近づこうとしたが、南方からの砲撃音と第1戦隊の南進が確認でき再び南方へ向かった。
第3・第4戦隊は反航戦から並航戦に移りつつ攻撃を繰り返し、16時20分には曳船「ルーシ」を撃沈し、仮装巡洋艦「ウラル」や工作艦「カムチャツカ」にも損害を与え脱落させた。第5・第6戦隊も攻撃に加わったが、16時40分に南下してきたバルチック艦隊主力の一部と遭遇し、巡洋艦「浪速」が浸水するなど被害を受けたため一旦退避した。この時にバルチック艦隊は主力と巡洋艦・特務船が合流し、北へと針路を変えた。また第3戦隊旗艦の巡洋艦笠置は15時07分ごろ水線部に受けた損傷で浸水がひどくなり、18時に油谷湾で修理を行うため離脱した。これには護衛と第3戦隊司令官出羽重遠の移乗のため巡洋艦「千歳」が同行し、巡洋艦「音羽」、同「新高」は臨時に第4戦隊に合流した。
「クニャージ・スヴォーロフ」は上部構造物のほとんどを破壊され海上を漂うようにしていたが、17時30分頃駆逐艦「ブイヌイ」がこれを発見、ロジェストヴェンスキーや幕僚らを移乗させて他の艦を追った。ロジェストヴェンスキーは頭部に負傷を負って意識を失いかけており、指揮権をネボガドフに譲った。「クニャージ・スヴォーロフ」はその後も攻撃を受け、最終的に第5戦隊に随伴していた第11艇隊の魚雷により19時20分、沈没した。またそれより先の19時ごろ、その周辺に漂流していた「カムチャツカ」は第4戦隊などの攻撃により沈没している。
第1戦隊は17時28分には南進を続ける第2戦隊と分離して北北西に向かった。第1戦隊は17時40分ごろには孤立していた「ウラル」を撃沈した。さらに17時57分、ほぼ同方向に進むバルチック艦隊を発見して砲撃を再開した。
この時のバルチック艦隊のうち、「クニャージ・スヴォーロフ」と「オスリャービャ」を除いた主力艦10隻は「ボロジノ」を先頭としてそれに戦艦「オリョール」が続き、損害の大きな「インペラートル・アレクサンドル3世」などが後方に回っていた。第1戦隊は当初「ボロジノ」へ攻撃を集中し、爆煙で照準が困難となったあとは主に戦艦「オリョール」を狙った。この際は距離が詰まらず、18時45分以降、第1戦隊は主砲のみでゆっくりとした射撃を行った。19時頃には「インペラートル・アレクサンドル3世」が大きく左へ列外に出てから沈没した。それに後続して列外に出た海防戦艦「アドミラル・ウシャーコフ」、戦艦「ナヴァリン」、同「シソイ・ヴェリキー」、一等巡洋艦「アドミラル・ナヒーモフ」はそのまま南方に逃走しようとしたが、敵艦が見つけられなかったために北上してきた第2戦隊を発見して再び北へ向かった。しかし残りの主力艦と合流しきれず、夜間に四散して各個撃破された。日没を迎えた後も砲戦は続いたが19時10分に「三笠」は砲撃を中止し、後続の各艦もそれに倣い19時20分に砲戦が終了した。しかしその時、「ボロジノ」は最後の被弾が弾薬に引火し2回の大爆発を起こし転覆、沈没した。日本側はこの27日昼間の戦闘を一まとめに第1合戦としており、以降の戦闘にも発生順に数字をつけている。
連合艦隊の多くの戦艦・巡洋艦は翌日の戦闘に備え鬱陵島に向けて移動を開始し（第7戦隊は対馬海域に残っている）、昼間は所属戦隊に付随していた駆逐隊と水雷艇隊は、日没に備えてバルチック艦隊の周囲に接近し、完全に暗くなると北・東・南の三方から次々と襲撃に移った。

### 夜間戦闘
戦艦「オリョール」とその後続艦3隻はその行方をくらますため「左8点一斉回頭」を行い、20時にはネボガトフ乗艦の「インペラートル・ニコライ1世」を嚮導として無灯火航行に入り再び北へ向かった。しかしバルチック艦隊の一部の艦艇はサーチライトを使って夜襲部隊に対して迎撃しようとし、相手に対して目標を作ってしまった。
連合艦隊の駆逐隊と水雷艇隊は一部の隊を除き攻撃に移ったが、中には衝突したり目標を見失ったりしたため攻撃できなかった艦もある。結局総計で魚雷54個を発射し、連繋水雷8群連（1群連につき4個）を投下したが、使用時間の遅い連繋水雷を除いてどれが命中したかははっきりしていない。
バルチック艦隊はこの襲撃で「ナヴァリン」が沈没し、「シソイ・ヴェリキー」、「アドミラル・ナヒーモフ」、一等巡洋艦「ウラジミール・モノマフ」が損害を受けた。このうち「シソイ・ヴェリキー」に命中したものは、他より遅らせて攻撃した第4駆逐隊が28日2時30分ごろに投下した連繋水雷6群連のものと推測されている。損傷した3隻はウラジオストク行きをあきらめ、自沈のため対馬へ向かった。日本側も無傷とはいかず、駆逐艦「暁」と衝突した水雷艇「第69号艇」（第1艇隊）と、敵艦からの砲撃を受けた水雷艇「第34号艇」（第17艇隊）、同「第35号艇」（第18艇隊）の水雷艇3隻が沈没している。他に駆逐艦「夕霧」と同「春雨」も衝突事故を起こして共に小破した（第2合戦）。
第4駆逐隊を除いて夜襲は0時前に終了したが、バルチック艦隊は脱落やはぐれるなどで「インペラートル・ニコライ1世」に続行するのは、戦艦「オリョール」、海防戦艦「ゲネラル・アドミラル・アプラクシン」、同「アドミラル・セニャーヴィン」、二等巡洋艦「イズムルート」の4隻のみとなってしまった。

### 残敵掃討
28日の夜明け、連合艦隊の戦艦・巡洋艦からなる各戦隊は第7戦隊を除き各々鬱陵島に向かっていた（第2戦隊は第1戦隊に続行し、第3戦隊は分散しており第4戦隊は前日からの臨時6隻編成であった）。4時50分、北上中の第5戦隊が「インペラートル・ニコライ1世」など5隻を発見し、以後接触を保った。第4戦隊も接近して敵艦隊であることを確認し、各戦隊に知らせた。この艦隊の陣容を知らされた東郷はこれを敵残存艦の主力であると判断し、第4戦隊に接触を保つことを命じすでに鬱陵島近海まで来ていた第1・第2戦隊をこれに向かわせた。
同じく夜明けごろ、出羽が移乗した「千歳」は北上の際に単艦で行動していた駆逐艦「ベズプリョーチヌイ」と遭遇し、居合わせた駆逐艦「有明」とともにこれを攻撃、撃沈した（第3合戦）。
第6戦隊も加わった第4・第5戦隊は南方から敵を追っており、第1・第2戦隊は9時30分に「インペラートル・ニコライ1世」などを発見し、北方から敵の前面をさえぎって包囲した。バルチック艦隊司令部は、彼我の戦力差を見て驚愕した。
10時30分、距離8,000mをもって第1・第2戦隊は射撃を開始した。10時34分、ネボガトフの指示により「インペラートル・ニコライ1世」は白い旗を掲揚し降伏の意を示したが、戦時国際法で必要な機関停止をしていなかったため、連合艦隊は砲撃を続けた。10時53分にネボガトフも機関を停止しなければならないことに気づき、機関は停止された。連合艦隊もこれを受けて砲撃を中止した。日本側は第1・第2戦隊の各艦がこの4隻の捕獲に当たった。しかし「インペラートル・ニコライ1世」の前方を進んでいた「イズムルート」はこれに従わず、東方へ逃走を図った。出羽が移乗して油谷湾より急ぎ戻ってきた「千歳」や第6戦隊がこれを追ったが、速力が及ばず逃走を許した（第4合戦）。「イズムルート」は東から大きく迂回してウラジオストクに向かったが、ロシア沿岸で座礁して爆破の上放棄された。
第4戦隊は包囲運動中、二等巡洋艦「スヴェトラーナ」と駆逐艦「ブイスツルイ」を発見し、「音羽」と「新高」がこれを追って攻撃。11時06分に「スヴェトラーナ」は撃沈された（第5合戦）。「ブイスツルイ」は途中で分離したが、「新高」と途中で加わった駆逐艦「叢雲」に追われ、逃走をあきらめて朝鮮半島沖に艦を擱座させ、乗員脱出後に爆破処分とした（第6合戦）。
「シソイ・ヴェリキー」、「アドミラル・ナヒーモフ」、「ウラジミール・モノマフ」は対馬周辺で沈没し、乗員は日本側に救助された。「ウラジミール・モノマフ」には駆逐艦「グロームキー」がついていたが、駆逐艦「不知火」と水雷艇「第63号艇」に追撃され、蔚山沖にて降伏した。日本側はこれを捕獲しようとしたがそのまま沈没した（第7合戦）。
「アドミラル・ウシャーコフ」は27日夜に洋上で停止して修理を行ったため大きく遅れており、単艦で北上していたが14時ごろ、「インペラートル・ニコライ1世」などの捕獲作業中だった日本側に発見されてしまった。日本側は装甲巡洋艦「磐手」と同「 八雲」が捕獲作業を中断してこれを追った。「アドミラル・ウシャーコフ」に近づいた「磐手」は降伏を勧告したが、「アドミラル・ウシャーコフ」はこれに従わず17時30分に砲撃を開始し、18時10分には抵抗をあきらめ自爆して沈没した（第8合戦）。
ロジェストヴェンスキーを乗せて北上していた「ブイヌイ」は機関の故障や石炭の欠乏により、ウラジオストクへ到着することが困難になってしまった。28日の夜明け、一等巡洋艦「ドミトリー・ドンスコイ」と駆逐艦「ベドヴイ」、同「グローズヌイ」と合流できたため、ロジェストヴェンスキーは「ベドウイ」に移乗し「グローズヌイ」とともにウラジオストクへ向かうことにした。しかし14時15分、所属隊から離れ故障の修理と補給のため蔚山に寄港（補給用に仮装水雷母艦「春日丸」がいた）してから鬱陵島に向かっていた駆逐艦「漣」と同「陽炎」によって発見された。「ベドウイ」と「グローズヌイ」は逃走したが16時30分、「ベドウイ」が遅れ始め16時45分には距離4,000mで「漣」と「陽炎」が砲撃を開始した。「グローズヌイ」は逃げつつ応戦したが、「ベドウイ」は機関停止を行い降伏した。「漣」はこれをロジェストヴェンスキー司令官とともに捕獲した。「グローズヌイ」は「陽炎」の追撃を振り切り、数少ないウラジオストック到着組の1つとなった（第9合戦）。
「ドミトリー・ドンスコイ」は「ベドウイ」と別れた後、「ブイヌイ」を撃沈処分してウラジオストクに向かったが、17時50分に鬱陵島付近で第4戦隊に発見された。さらに「音羽」と「新高」も迫ってきたため「ドミトリー・ドンスコイ」は自沈するために鬱陵島へ向かった。「ドミトリー・ドンスコイ」は日没までの砲撃と、夜間の駆逐艦による攻撃を迎え撃った上で、深夜に退艦・自沈作業を行っており、翌朝日本側が放棄された艦を発見して捕獲作業に入る前に沈没した（第10合戦）。
27日夜、一等巡洋艦「オレーク」、同「アヴローラ」、二等巡洋艦「ジェムチュク」、駆逐艦「ボードルイ」、同「ブレスチャーシチー」の5隻はまとまって航行していたが、途中でウラジオストクへの直行をあきらめ南シナ海方面へ戻った。しかし「ブレスチャーシチー」は前日の被弾が原因で28日朝に沈没してしまい、「ボードルイ」が残ってその乗員を救助したが、「ボードルイ」は「オレーク」などとは再合流できなかった。「オレーク」など3隻は6月3日にマニラへ入港してアメリカに抑留された。「ボードルイ」は燃料の欠乏により数日間漂流していたが、イギリス船に曳航を依頼して6月4日、上海へ入港して清に抑留された。なおこの隊を率いたエンクウィスト少将は28日夜明けに孤立したことを知り引き返したと報告しているが、視界の良かった28日朝に連合艦隊第7戦隊各艦や日本側の望楼の目を盗んで対馬海峡を発見されずに突破することは困難であり、夜半には引き返していたのではないかと日露両国の戦史で疑われている。
輸送船「スヴィーリ」は5月29日に、水雷母艦「コレーヤ」は5月30日に上海へ入港して清に抑留された。
輸送船「イルツイシ」は損害のため島根県沖まで逃れ、28日に船は放棄され29日朝に沈没した（イルツイシ号投降事件）。輸送船「アナディリ」は消息不明となっていたが6月27日にマダガスカル島へ到着し、そのまま本国へ戻っている。

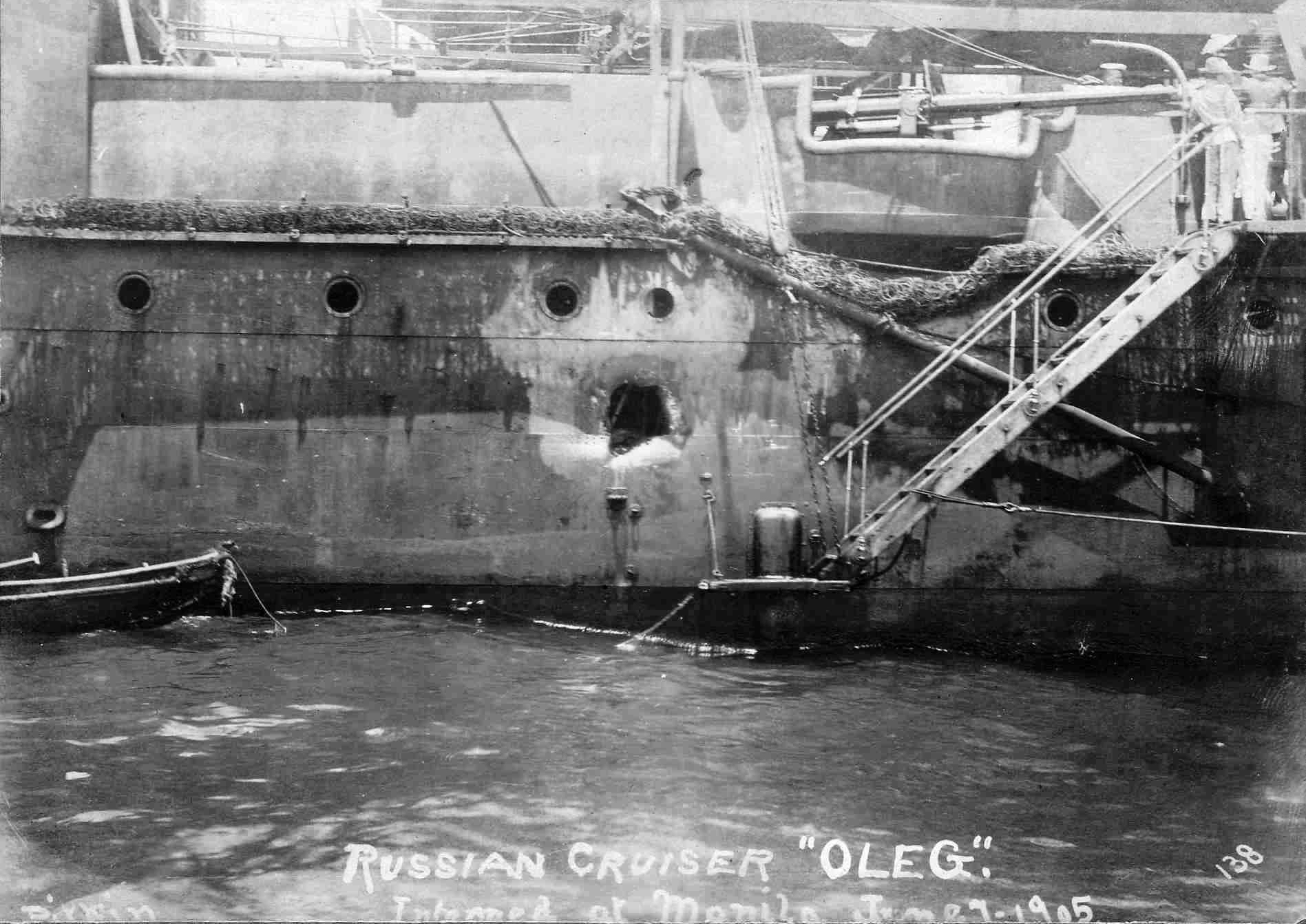
中立国アメリカ領のマニラ湾へ逃げ込んだ防護巡洋艦オレークの被害

### 結果
バルチック艦隊はこの海戦によって戦力のほぼ全てを失った。ウラジオストクに到着したのは「陽炎」の追跡を振り切って30日に到着した「グローズヌイ」と、28日以降日本側に発見されなかった二等巡洋艦「アルマース」（29日到着）、駆逐艦「ブラーヴイ」（30日到着）の3隻のみであった。
病院船「オリョール」と「コストローマ」は臨検の結果、「オリョール」に「オールドハミヤ」の乗員4名が拘留されていたことによって条約違反とされ、「オリョール」は拿捕されて「楠保丸」として日本海軍に編入された。「コストローマ」は問題が無かったため解放されて本国へ帰還している。
バルチック艦隊の艦船の損害は沈没21隻（戦艦6隻、他15隻、捕獲を避けるため自沈したものを含む）、被拿捕6隻、中立国に抑留されたもの6隻で、兵員の損害は戦死4,830名、捕虜6,106名であり、捕虜にはロジェストヴェンスキーとネボガトフの両提督が含まれていた。連合艦隊の損失は水雷艇3隻沈没のみ、戦死117名、戦傷583名と軽微であり、大艦隊同士の艦隊決戦としては現在においてまで史上稀に見る一方的勝利となった。

## 影響
当時鎖国が解けてから50年ほどしか経っておらず、列強と異なり植民地もない、欧米から遠いアジアの小さな新進国と見られていた日本の、大国ロシアに対する勝利は世界を驚かせた。また海戦の結果、極東海域における日本海軍の制海権が確定した。ロシア軍にとっては、満洲で対峙する日本軍の補給を断つことで戦争に勝利できる可能性が消滅した。1905年3月の奉天会戦でロシア陸軍主力の撃滅に失敗した日本にとって海戦での決定的勝利は和平交渉の糸口となり、ポーツマス講和会議への道を開くことになり、その後の列強五大国入りに繋がった。
海戦の戦略としては、大艦巨砲主義の有効性が強調され、また日本海軍は以後、大海戦による決戦主義と漸減戦法をドクトリンとするようになった。

### 捕虜
6,000名以上の捕虜は、多くが乗艦の沈没により海に投げ出されたが、日本軍の救助活動によって救命された。また「ドンスコイ」の乗組員のように自沈後に鬱陵島に上陸したり、対馬や日本海沿岸に流れ着いたものも多く、各地の住民に保護された。日本は戦時国際法に忠実であり、国際社会に日本は文明国であるとアピールするためにも戦時法遵守が末端の小艇の水兵にまで徹底されていた。ロシア兵捕虜は、日本国民が戦時財政下の困窮に耐える中、十分な治療と食事を与えられ、健康を回復し帰国した。軍法会議での処罰を恐れる士官は日本にとどまることもできた。日本の戦時国際法の遵守には世界各国から賞賛が寄せられた。
負傷し捕虜となったロジェストヴェンスキーは長崎県佐世保市の海軍病院に収容され、東郷の見舞いを受けた。東郷は軍服ではなく白いシャツという平服姿であった。病室に入るとロジェストヴェンスキーを見下ろす形にならないよう、枕元の椅子にこしかけ、顔を近づけて様子を気遣いながらゆっくり話し始めた。この時、極端な寡黙で知られる東郷が、付き添い将校が驚くほどに言葉を尽くし、苦難の大航海を成功させたにもかかわらず惨敗を喫した敗軍の提督を労った。ロジェストヴェンスキーは「敗れた相手が閣下であったことが、私の最大の慰めです」と述べ、涙を流した。ロジェストヴェンスキーは回復して帰国し、1906年軍法会議にかけられたが、戦闘中に重傷を負い指揮権を持っていなかったとして、無罪となり60歳まで生きた。
本海戦の捕虜のうち、『日露戦争統計集』によると将校は、中将ロジェストヴェンスキー、少将ネボガトフ以下307名である。階級別では、大佐4名、中佐16名、大尉74名、少尉92名、少尉候補生1名、不明119名である。本海戦の捕虜は、佐世保・舞鶴に上陸後、将校は似島、下士卒は大里で検疫を受け、中継収容所を経て、将校は松山（軽傷者扱いのみ）、仙台、金沢、伏見、大阪へ、下士卒は九州の福岡、久留米、熊本で収容された。下士卒を九州内に収容するのは奉天戦以降、九州が収容地として危険が減ったためであると推測される。収容過程は、きわめて複雑となった。似島、大里は長期収容を想定しないため収容力が小さかった。それにもかかわらず、似島収容所には、早期帰国を望むネボガトフ少将を始め多くの将校を検疫後も収容せねばならなかった。それ以外に、佐世保海軍病院には243名が入院した（ただし止療後各収容所に転送）。講和条約発効後捕虜は、横浜港、長崎港等から帰国の途に就いた。

### 遺体の漂着
海戦直後から、日本海沿岸各地で多数のロシア兵の遺体が漂着。また、沖合でも回収が行われた。1908年にロシア帝国政府から、漂着ロシア兵の調査の依頼が日本政府に寄せられ、各県を対象に調査が行われた結果、遺体の漂着数は、長崎県から青森県までの間で71体を数えた。遺体は発見された町村などに埋葬されたほか、一部は長崎市内の外国人墓地（ロシア人墓地）に改葬された。

### 海軍記念日
日本では、5月27日は海軍記念日に制定された。海軍記念日は1945年（昭和20年）を最後に廃止されたが、現在でも日本海海戦記念式典が毎年開催されている。2005年（平成17年）5月には対馬市、横須賀市などでそれぞれ日本海海戦100周年記念の式典や大会が開催され、対馬市では海戦後初の合同慰霊祭が行われた。

### 人種差別
アメリカのニューヨーク・タイムズは日本海海戦で「日本艦隊がロシア装甲艦12隻を沈めた」の一報が届いたとき、アメリカ白人特有の人種差別的感情から、黄色人種が白人に勝つはずはない、一報が間違っていると断じて「ロシア艦の水兵が反乱を起こしキングピンを抜いた」という報道をした。

## 連合艦隊の勝因

### 指揮統率
東郷平八郎は、指揮能力、統率能力も秀でていた。最前線で敵の動向に瞬時に対応する陣頭指揮を行いつつ、幕僚を戦艦「三笠」で最も安全な司令塔に移動させ、自分が戦死した後の速やかな指揮権継承を保障するなどの指揮をとった。東郷は旅順封鎖の期間中も演習を行い、十分に艦隊の練度を上げていた。直前の黄海海戦などの戦闘経験と、その勝利によって士気も高かった。また、黄海海戦の教訓を十分に活かした。複数の艦を同時に自由に反転させるなどの様々な艦隊運動を思いのままに行うことができた。このため、逃げ回るバルチック艦隊の風上に常に回り込み、艦隊を維持しながら砲撃を加え続けることができた。

### 参謀による作戦の実施

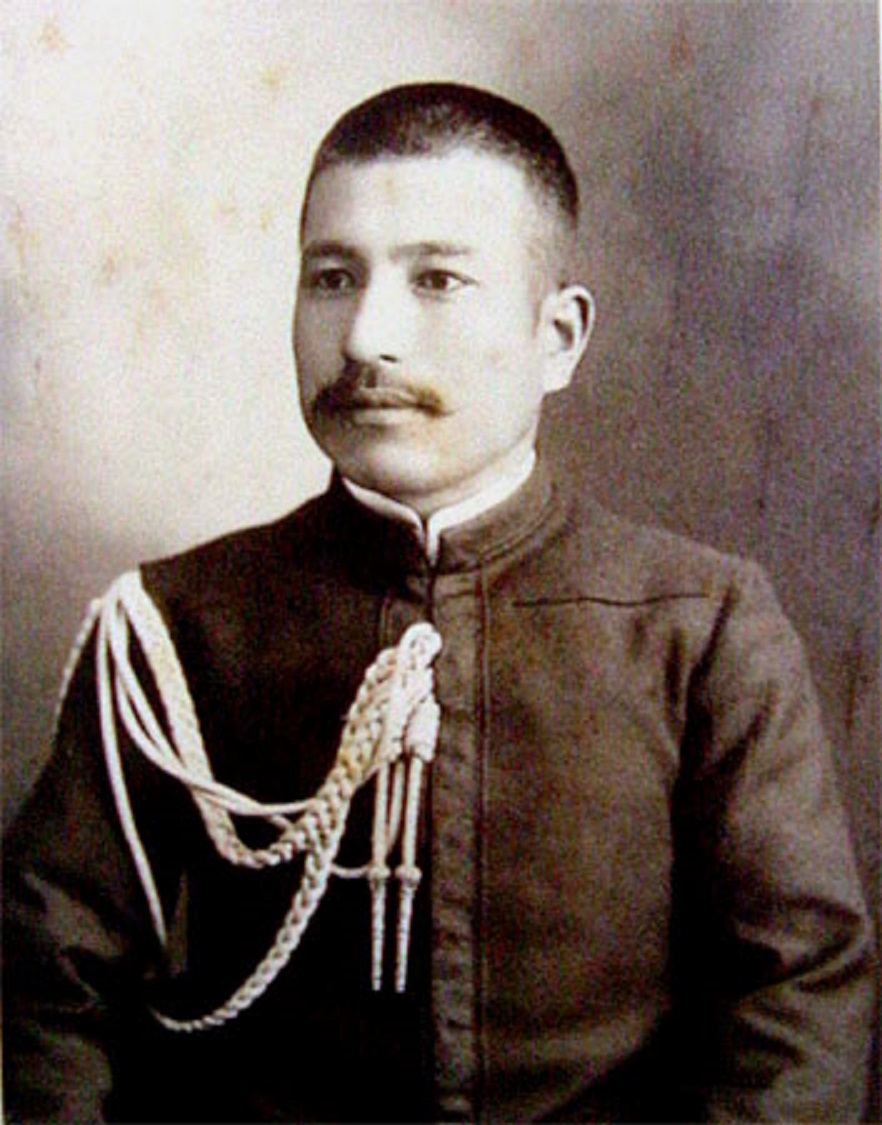
秋山真之

連合艦隊司令部は第1艦隊参謀秋山真之、第2艦隊参謀佐藤鉄太郎を参謀に擁し、上層部もその意見を重用しつつ、組織的、有機的に、最善の判断を行うよう常に努力した。また、各艦隊司令官・各艦艦長は必要に応じて独自の判断で行動する能力を持ち、高速巡洋艦からなる第2艦隊には猛将といわれた上村提督が任命されるなど適材が適所に配属されていた。

### 戦術

#### 七段構えの戦法
秋山真之参謀が立てたバルチック艦隊を全滅させるための迎撃作戦計画。「天気晴朗なれども波高し」の電報で、大本営は、第一段が行われないことを理解した。実際には、第二段と第三段のみでバルチック艦隊を殲滅した。
第一段
主力決戦前夜、駆逐艦・水雷艇隊の全力で、敵主力部隊を奇襲雷撃
第二段
艦隊の全力を挙げて、敵主力部隊を砲雷撃により決戦。丁字戦法が行われた。
第三・四段
昼間決戦のあった夜、再び駆逐隊・水雷艇隊の全力で、敵艦隊を奇襲雷撃。高速近距離射法が行われた。
第五・六段
夜明け後、艦隊の主力を中心とする兵力で、徹底的に追撃し、砲雷撃により撃滅
第七段
第六段までに残った敵艦を、事前に敷設したウラジオストック港の機雷原に追い込んで撃滅

#### 敵前回頭と丁字戦法
連合艦隊は、艦隊決戦において、敵前大回頭とそれに続く丁字戦法による砲撃を検討研究していた。しかし黄海海戦での失敗を受け、連携水雷作戦を条件次第で艦隊決戦で用いることとした。しかし、優速を活かし並航戦に近い浅い角度の丁字戦法を強いる砲撃戦（および敵前大回頭を始める位置など）の従来からの研究も続けた。
決戦当日は高い波浪条件により連携水雷作戦が不可能になった。反対に砲撃戦で舷側を打ち抜き浸水をもたらすことが容易となり、最終的に敵前回頭に続き、後者の戦法を採った。
当時の海戦の常識から見れば、敵前での大角度逐次回頭（1艦当たり2分余りを費やしての150度もの回頭）は危険な行為であった。実際にその後、旗艦であり先頭艦であった三笠は回頭定針直後から敵艦隊の集中攻撃に晒され、被弾48発の内40発が右舷に集中していた。しかし、連合艦隊はそれらの不利を折り込んで実行した。
1. 確かに1艦当たり2分間余り無力になるが、敵の攻撃も回頭中はその将来位置が特定できず、砲撃がほぼ不可能。したがって砲撃は、自艦・敵艦双が定針してから、第1弾を撃ち、その着弾位置（水柱）から照準を修正し、第2弾からの命中を狙うこととなる[注釈 28]。
2. ジャイロコンパスが発明されていない当時、1点に砲弾を集中し続けることは事実上できなかった[注釈 29]。
3. 当時は照準計の精度が悪く、第1弾が艦橋や主砲などの主要部に1発で命中することはごく稀であった。
4. バルチック艦隊は旗艦である三笠を集中砲撃するが、東郷としては最新鋭で最も装甲の厚い三笠に被弾を集中させ、他艦に被害が及ばないことを狙った[1]。万一三笠が大破し、自らが戦死してでも丁字の状態を完成させることを最優先とした。

#### 丁字戦法否定論と反論
戸髙一成は合戦図から丁字になっていないため、日本海海戦は丁字戦法ではなかったと論じている。半藤一利など支持者は一定数いるものの確定的な証拠は無く、根拠とされるものも否定できるものが多い。以下否定論の根拠と反論を列挙する。
- 連合艦隊戦策において丁字戦法が採用されながら、第1戦隊の動作は並航戦を継続すると矛盾したことが書かれており、連合艦隊首脳部が丁字戦法に対する信頼感を失ったことを意味する。
  - （反論）第2戦隊の動作を見ればまず第1戦隊が敵に並航戦を取らせるような丁字戦法（すなわち両軍の進路方向が近いイの字形）を使い、敵の変針により並航戦に入ってそこを第2戦隊が敵に丁字となって挟撃する乙字戦法を行う方針で、「単隊の戦闘は丁字戦法、2隊の共同戦法は乙字戦法」という戦法そのものである。なおこれは敵が主力決戦参加艦を絞り高速で戦う場合の動作であると推測でき、鈍足艦を艦列に加え低速でやってくる敵に対し、実際の第1戦隊は優速で徐々に丁字をえがく丁字戦法を使った。
- 大回頭直後のイの字形は「クニャージ・スヴォーロフ」の変針によりすぐ崩れ、日本側もイの字形をすぐに作ろうとせず並航戦を持続している。
  - （反論）敵に対し先行していない状態で変針しても敵に優位なイの字形になってしまう。また先頭艦が変針しただけで後続艦は陣形の影響を受けており、丁字戦法の効果はしばらく続いてそのうちに日本側の優位が決定している。
- 海軍側の一次史料である戦闘詳報や公判戦史などに「日本海海戦で丁字戦法を行った」という記述がない。
  - （反論）丁字戦法の主眼は「敵の先頭を圧する」ことであり丁字を描ききることではない。「圧する」、「圧迫する」は頻出している。
- 日本海海戦の日露両艦隊の航路図に丁字の形をしたものは存在せず、大回頭後の形は並航戦である。
  - （反論）丁字の形になれば不利な方が変針するのが当たり前であり、「クニャージ・スヴォーロフ」は丁字を避けるため、「三笠」は丁字になるために右への変針を何度も行っている。並航戦を継続したとするのは無理がある。
- 丁字戦法の初見は海戦直後の5月30日の東京朝日新聞の「連合艦隊参謀某氏による日本海海戦談」だが、連合艦隊参謀は皆、未だ前線の鎮海湾上の「三笠」（実際の「三笠」は5月30日午前に佐世保へ捕獲艦とともに寄港）にいて誰も帰国しておらず、取材を受けていない。
  - （反論）日付が間違っており6月30日の掲載である。6月15日付けの官報に同量の戦闘詳報が掲載されており、「連合艦隊参謀某氏による日本海海戦談」を連合艦隊参謀のものでないとは否定できない。
- 未だ戦時中であるのに海戦終了直後に海戦勝利の戦法が公表されるのは不可解である。
  - （反論）残っているロシア主力艦は黒海艦隊と抑留中の艦艇くらいですぐに大規模海戦はあり得ず、また観戦武官がいたことを考えれば秘匿するよりも勝利を喧伝しようとするのは不思議ではない。
- 「連合艦隊参謀某氏による日本海海戦談」では日本海軍独自の極秘戦法だった「連携機雷戦」を隠すため、黄海海戦で失敗し、日本海海戦では使わなかった丁字戦法をいわばダミーとして公表した。
  - （反論）「連合艦隊参謀某氏による日本海海戦談」で最初に勝因として述べられているのは両艦隊の砲撃命中率であり、丁字戦法のみが強調されているわけではない。

上記のように、丁字戦法の存在を疑問視する意見と肯定する意見両論が唱えられているが、一次資料である連合艦隊旗艦三笠の戦闘詳報には、2時14分「敵の前面を圧す」、36分「更に敵の前面を圧す」と繰り返したあと47分「敵艦隊に対し丁字形を描き」と書かれている（「JACAR〈アジア歴史資料センター〉Ref.C09050252500、第1艦隊戦闘詳報 日露戦役 日本海海戦〈防衛省防衛研究所〉」）。

#### 艦隊戦術
連合艦隊主力（第1・2戦隊）は、敵の単艦を追わず、敵艦隊が散り散りにならないように努め、敵艦隊に対し集団殲滅を図った。敵艦が南へ回頭する動きを見せた際も追わなかった。敵の動きを観察し、敵艦隊が自艦隊後方を北へすり抜けるおそれが生ずると、第1戦隊は一斉回頭で北へ一旦距離を取るかのような運動を行い、敵艦隊が集団隊形整理を行うよう時間を与え誘導した。2戦隊は敵艦隊の東方を塞ぐ運動を行った。

#### 艦隊編成
連合艦隊は常に速力・火力が同じ2隻が1組となって敵と対峙し、2対1の優位な状態で戦えるようにしていた。連合艦隊は同種の艦をグループにまとめるように留意しており、第1艦隊は砲戦力、第2艦隊は機動力、第3艦隊は旧式艦としてはっきり運用の仕方を分けていた。このため、艦隊運動による効率的な攻撃、追撃、退避が可能になり、バルチック艦隊を逃さない追撃戦を行えた。バルチック艦隊は速力の速い艦と遅い艦が混在した艦隊編成をとっていた。

#### 砲術

##### 高速近距離射法
第5駆逐隊司令の鈴木貫太郎中佐（後の第42代内閣総理大臣）が行った、駆逐艦や水雷艇で敵艦に全力で接近して行う魚雷夜間攻撃法。探照灯で照らし出され、砲火を浴びせられながら攻撃する夜戦法で、暗闇が前提なため味方同士が衝突事故を起こす危険があり、実現するために、猛訓練を行った。その結果、戦艦「クニャージ・スヴォーロフ」、「シソイ・ヴェリーキー」、「ナヴァリン」、装甲巡洋艦「アドミラル・ナヒーモフ」、「ウラジミール・モノマフ」を一夜で撃沈するなど戦果を挙げ、バルチック艦隊にとどめの打撃を与えた。遠距離からの魚雷攻撃が当たり前だった当時の魚雷戦術に衝撃をもたらした新戦法。旅順港閉塞作戦で魚雷を発射する距離が遠すぎて戦果を挙げられなかった教訓を基にしている。

##### 斉射戦術
日露戦争以前の砲戦では、各砲が各々の判断にしたがって射撃した。この方法は砲が小さく射程が短い時代は有効であったが、砲が大型化し射程が伸びるにつれて、着弾が判りにくいこと、（すなわち上がっている複数の水飛沫のうちどれが自砲から発した砲弾によるものか判別できなくなる）発射の衝撃で船体が揺れ照準が狂うこと、弾着までの目標の移動による射撃諸元の算出困難などの問題が生じていた。
日露戦争で日露両海軍は、艦橋から射撃諸元（目標方位、苗頭、仰角）と発砲命令を射撃通信用の電気式通信装置および時計の文字盤を真似た指示盤、およびラッパ、伝声管で伝えて砲撃を行った。これにより連合艦隊では、事前の訓練の成果もあって高い命中率を記録した。対するバルチック艦隊では、訓練不足の上に指揮を執るべき砲術士官が次々に戦死、負傷したため従来通りの砲戦指揮（独立撃ち方）を用いざるを得ない事態となった。
なお、全砲統制下による斉射戦術が行われたとよく述べられるが当時の射撃指揮装置では前後の主砲塔の砲撃のタイミングを合わせることは不可能である。もちろん砲塔毎に砲撃のタイミングを合わせる斉射は行われたが、砲塔の技術上の問題により斉射を行うと著しく発射速度が落ちる（命令の伝達に時間を要し、目標は秒単位で位置を変えるため、着弾時には目標位置からすでに移動してしまう）こととなるので近接していて命中が確実な場合以外は絶対に行ってはならないとなっていた。また上記のようにジャイロコンパスが発明されていない以前では目標までの距離情報以外は有効に活用することはできなかった。
一方バルチック艦隊では、前述の通り従来通りの砲戦指揮（独立撃ち方）を用いざるを得ず、さらに旧式戦艦などは黒色火薬による黒煙によって視界が遮られ砲側観測が満足に行えなかった。このため正確さを欠いたままの連続射撃しか行えず低い命中率に止まった。なお、日露戦争後にイギリスで斉射戦術に特化した新型戦艦ドレッドノートが開発される。

##### 主砲による榴弾の射撃
連合艦隊は、遠距離からの命中精度が良い主砲射撃において、従来からの敵艦舷側を撃ち抜き浸水沈没をもたらす目的の徹甲弾に加え、敵艦上部構造を破壊しまた飛散破片による戦闘員の戦闘力を奪う目的の榴弾を併用した。またその榴弾には鋭敏な信管と大破裂力および高温火炎を持つ炸薬を採用し効果を高めた。従来まではそのような榴弾は副砲で主に用い、近距離戦術であった。
なお戦艦三笠座乗の東郷司令長官は、露天艦橋上で指揮し続け、日本海軍以外には遠距離から正確に榴弾を撃ち込む戦術を持たないことを知っていた。ただし、敵艦副砲からの榴弾は命中し、死傷者も生み、三笠の露天艦橋にも破片が飛散し危険だった。

### 新技術

#### 徹甲弾
当時の最新の戦艦の舷側装甲は進歩しており、当時の戦術に従い大口径主砲から射撃した徹甲弾が命中してもその装甲を貫通できないことが少なくなかった。したがって複数の貫通孔から激しい浸水被害を与えない限り、戦艦は不沈とみなされていた。
しかしながら連合艦隊主力艦の主砲の徹甲弾は、ロシア側に比べ初速は低いが重量弾だったので、遠距離砲戦では装甲貫通力が優り、その貫通孔から敵艦へ大きな浸水被害を与えた。
実際に、バルチック艦隊の先頭の戦艦は複数の命中弾を受け、浸水を防ぎきれず沈没が相次いだ。

#### 伊集院信管
連合艦隊は、主砲の遠距離砲戦において、上記の徹甲弾と併用して、榴弾を射撃し敵艦上部構造の破壊と戦闘力を奪うことを狙う戦術も用いた。
その信管には伊集院五郎少将の開発した鋭敏瞬発の伊集院信管を採用し不発弾を減らした。炸薬には火災効果が高い下瀬火薬を用いた。
ロシア海軍戦艦は上部へ火災および大破壊を受け戦力は低下した。またそのような新戦術を予期せず体験し恐怖・戦意低下もあった。したがってこの新戦術の採用は大きな成功を得た。

##### 膅発
ただし伊集院信管はあまりに鋭敏なため、膅発事故の原因と疑われることもあった。「膅発」とは、連続射撃を経た砲身が赤熱することによって、発射時に砲弾が砲身内で爆発する事故で、第一次世界大戦直前に防止装置が発明されるまでは発生確率は高かった。連合艦隊内でもそのような危険な榴弾を主砲で用いる新戦術に対する危惧もあった。
実際に、日本海海戦では「三笠」、「日進」、「オリョール」で膅発が発生した。後の連合艦隊司令長官山本五十六（当時は高野姓）は少尉候補生として「日進」に乗り組んで海戦に参加したが、この膅発に巻き込まれ、左手の指2本と右足の肉塊6寸 (≒ 18cm) を削ぎ取られる重傷を負った。
現在ではこの膅発は伊集院信管が原因ではなく、砲弾炸薬の問題であるとする説が一般的である。当時の技術では大きな砲弾に炸薬を溶填した場合に気泡を取り除く技術が不完全だったため内部にホットスポットが出来やすく、そのために砲弾を発射した衝撃で低速爆轟が生起したために自爆したと考えられている。

#### 下瀬火薬
連合艦隊は榴弾の炸薬に下瀬火薬を導入した。これは当時炸薬の主流であった黒色火薬より爆速が速く、命中時の破壊規模は当時の火薬常識を超え、命中したロシア艦の上部構造物は大被害を受けた。下瀬火薬の爆速は、現在のTNT火薬の爆速 6,900m/秒を上回る7,350m/秒であり、この爆速で破壊されたロシア艦の姿から、戦後、日本に謎の下瀬火薬ありと諸外国から恐れられた。さらに、下瀬火薬はその高熱によってペンキなどの可燃部全てを燃やし、粉々に破壊した甲板を火の海にした。
下瀬火薬は海軍技師の下瀬雅允がフランスのピクリン酸を主成分とする「メリニット」火薬を分析・コピーしたものであるとされている。しかし、当時の火薬技術は国家機密でその詳細を日本が入手することは困難であり、下瀬自身も独自開発を主張している。ヨーロッパではメリニットの高感度性と毒性を嫌って使用されなかったが、日本海軍では爆発事故の可能性には目をつむって砲弾の威力を優先した。下瀬は爆発事故で重傷を負いながらも研究を行い、弾体の内部に漆を塗ると鉄とピクリン酸の反応を防げることを発見、これを実用化して砲弾を完成させた。しかし日本海軍には砲弾を長期間保管したときの安全性を検証する余裕がなかったため、日露戦争後に戦艦「三笠」の爆発沈没事故を始め何度も爆発事故を起こし、多数の死傷者を出した。

#### 三六式無線電信機
秋山真之参謀は、無電に理解のないトップに3回も上申を繰り返し、木村駿吉博士の研究によって完成した三六式無線電信機を1903年（明治36年）に制式採用させた。しかも、島津源蔵が日本初の鉛蓄電池の開発に成功したため、三六式無線電信機は日本海海戦で十二分に活躍可能となった。当時、無線電信技術はグリエルモ・マルコーニが1894年頃に発明したばかりだったが、日本海軍は、いち早く世界トップレベルの通信力を整備したのである。バルチック艦隊の司令部はなぜか無線妨害を行わなかった。三六式無線電信機は、信濃丸によるバルチック艦隊発見の報告や、戦闘中の各艦の情報交換に活用され、戦況を有利に導いた。この三六式無線電信機は安中電機製作所（現アンリツ）の製品であり、蓄電池は島津製作所の製品、受信機の継電器はイギリス製であった。
一方、ロシア側ではマルコーニとほぼ同時期にアレクサンドル・ポポフが無線電信を発明していたが、海軍上層部が先見性に欠けていたために普及が遅れていた。この無線電信の分野でも日露両国は明暗を分けることとなった。
無線通信を駆使した日本海軍の戦術は、現代ではネットワーク中心の戦いの初適用例とされる。

#### 海底ケーブル
日本の対外電信事業は外国企業に独占され、機密保持上の問題があった。そこで児玉源太郎は、日本独自の海底ケーブル敷設のため、イギリスから電信用ケーブルを輸入するとともに、日本最初の海底ケーブル敷設船「沖縄丸」をイギリスへ発注した。児玉の調達した機材で「九州 - 台湾」間が海底ケーブルで繋がれ、さらにイギリスのインド・アフリカ回線に接続された。バルチック艦隊が喜望峰やインド洋を周回している情報は、イギリスのインド・アフリカ回線を通じてロシアに秘密で、次々に日本に送られた。さらに、この児玉ケーブルといわれる海底ケーブルは朝鮮半島と日本間など、日本周辺に張り巡らされ、朝鮮半島に停泊していた連合艦隊旗艦：戦艦三笠と東京の大本営とで電信による通信が可能であった。1分間で20数文字と限られた情報量であったが、最前線と大本営の間で、情報や命令のやりとりを短時間で行うことが可能であった。このため、大本営はいつでも、連合艦隊に移動命令を出せるようになったため、持てる戦闘力の全てを日本海海戦だけに集合させることができた。

### 日英同盟
日英同盟の恩恵として、ロシアの同盟国フランスはことあるごとに英国の干渉を受けたため、局外中立を堅持せざるを得なくなり、バルチック艦隊はフランス植民地の港湾での本格的支援を受けることができなかった。
一方、日本はイギリスからバルチック艦隊の行動に関する情報を随時入手することができた。さらに、イギリス製の新型射撃盤、最新型の三六式無線電信機など、イギリス海軍から当時最新の軍事技術を利用することができた。
このことから、当海戦を含む日露戦争を「諸国間大戦の嚆矢」・「第０次世界大戦」と定義する研究者がいる。

## バルチック艦隊の敗因

### 長途の航海
バルチック艦隊は33,340kmもの長大な距離を1904年（明治37年）10月15日から1905年（明治38年）5月27日まで半年以上航海を続けた。初めての東洋の海への不安、旅順艦隊を撃破した日本海軍への恐れは水兵の間に潜在的に蔓延していて、ドッガーバンク事件のような重大なミスを引き起こしている。
さらにフランス領インドシナのカムラン湾出航後はウラジオストクまで寄港できる港がないことから、各艦は石炭を始め大量の補給物質を積み込んでいた。このためただでさえ実際の排水量が設計上の排水量をかなり超過しているロシア戦艦はさらに排水量が増えてしまい、舷側装甲帯の水線上高さの減少や、機動力、復原力の低下に繋がり、日本海海戦における各戦艦のあっけない沈没の大きな要因となった。
長期の航海では船底についた貝やフジツボが船足を落とす。当時の軍艦は2か月に1回程度は船底の貝を落としていた。これは本格的にはドックに入らなければできない作業であったから、長い航海の間にバルチック艦隊は徐々に最高速度を落としていった。
また、燃料の石炭も日英同盟によって当時英国が市場を押さえていた無煙炭を十分な量確保できなかった結果、艦自体のスピードの低下や、もうもうと吐く黒煙によって艦隊の位置を知られてしまう失態を演じてしまった。

### 編制・装備
当時のロシア社会は、貴族の上級士官が庶民の水兵を支配するという構造的問題を抱えていた。上官と兵士ではなく、主人と奴隷のような関係の軍隊は、ときに対立や非効率を産んだ。水兵の中にもロシア革命にも繋がる自由思想の芽が育ち始めた時期で、無能な高級士官への反発が戦う意義への疑問を産み、士気を削いでいた。結果、サボタージュが頻繁に見られた。
日露戦争前のロシア海軍は大幅な増強を行っていたが新たな水兵の訓練は怠っており、新編成となったバルチック艦隊の水兵の質は低かった。航海前に多くの新水兵を乗せたが、マダガスカルでの長期滞在中など、十分に戦闘訓練を行ったものの目的が明らかでなく「訓練のための訓練」となってしまって実戦に有効でなかった。
バルチック艦隊主力艦のボロジノ級戦艦の中には、完工しておらず工員を乗せたまま出港した艦もあった。ロシア艦は家具調度品や石炭などの可燃物を多く積んでいた。当時の艦艇は木造部分が多く、浸水よりも火災で戦闘不能になることが多かった。鹵獲されたものの沈没は免れた戦艦「オリョール」では乗員たちが自主的に木製家具の処分などを行ったが、撃沈された戦艦「アレクサンドル3世」などでは「居心地が悪くなる」などの理由で木製品の処分が行われずそれが明暗を分けたとも考えられる。
バルチック艦隊主力12隻の主砲は12インチ砲や10インチ砲が多く、8インチ砲が多かった連合艦隊主力12隻の主砲より勝っていたともされるが、実際にはそう言い切れなかった。艦砲は砲塔の基本形完成や鋼線式砲身によって無煙火薬が装薬（発射薬）になるなど1890年前後で大きく変化しており、古い主砲は防御力・貫通力・発射速度などで劣っていたからである。砲身の短い旧式砲は装薬に黒色火薬を用いなければならず、数発撃てば砲身の洗浄が必要で発射時の煙がなかなか晴れないためどうしても発射速度で劣ることになった。また砲塔があっても初期のものは不具合が多かったという。連合艦隊で黒色火薬を用いたのは第5戦隊の4隻のみに対し、バルチック艦隊には主力にも3隻含まれていた。海防戦艦は比較的大きな主砲を持っているものの、船体が大きくないため6インチ砲は積めず、装甲巡洋艦と同じ戦闘能力があるかは疑わしい。元来遠浅のバルト海において大型艦の航行しにくい海域で中小艦艇を圧倒する目的の艦であり、外洋で戦うには不向きであった。

### 指揮統率
バルチック艦隊司令部は長い航海の終わりに疲れきった状態での戦闘を避けるべく、終始、守勢の行動を採った。また「ウラジオストクに一目散に逃げ込んで、十分な休養の後に日本艦隊と対峙しよう」という考えも決戦の勢いを鈍らせた。結果、自艦隊に有利な状況での先制攻撃の決心を欠き、チャンスを生かせなかった。ロジェストヴェンスキー提督が規律を重んじすぎる性格で、各艦の勝手な発砲に過敏なほど嫌悪感を示した影響も大きい。
ウラジオストクへ戦艦が一隻でも逃げ込むことができれば戦略上の意義もあったが、連合艦隊と砲戦を交える艦隊決戦へ引きずり込まれたことも完敗の原因となった。
後年、東郷は緒戦でバルチック艦隊の隊形の不備を指摘して「ロシアの艦隊が小短縦陣（2列縦列）で来たのが間違いの元だったのさ、力の弱い第二戦艦隊がこちら側にいたから、敵が展開を終えるまでに散々これを傷めた。あのときもし、単縦陣で来られたらああは易々とならなかったろう」と述べている。

### 気象
海戦当日の気象は、「天気晴朗ナレドモ浪高シ」とあるように、風が強く波が高く、東郷らの回り込みによって風下に立たされたバルチック艦隊は、向かい風のために砲撃の命中率がさらに低くなった。乾舷を高く設計したロシアの艦艇は、波が高いと無防備の喫水線以下をさらけ出すことになり、魚雷1発で撃沈されたとする見解もある（公式記録では戦艦富士の主砲弾が命中し転覆したことによるものとされている）。しかし、ボロジノ級戦艦はどれも計画排水量を大幅に超過しており、水線甲鉄は2/3ほどが水中に没し、一番厚い部分の上端は水面下にあったため、どのような荒天であったとしても水線装甲下を水面上にさらけ出すとは到底考えられない。また、本級の缶室配置では中央隔壁を原因とする片舷浸水とそれによる遊動水の存在により、一定以上の浸水が起きると転覆しやすかったとされている。また、日本近海の航海経験があるロジェストヴェンスキーは｢ロシア艦隊が台風の直撃を受けたら、戦わずして過半の喪失もあり得る｣と認識しており、台風の直撃を受けにくい対馬海峡を突破する航路を決断した一因となっている。

## 参加兵力

### 大日本帝国海軍
連合艦隊

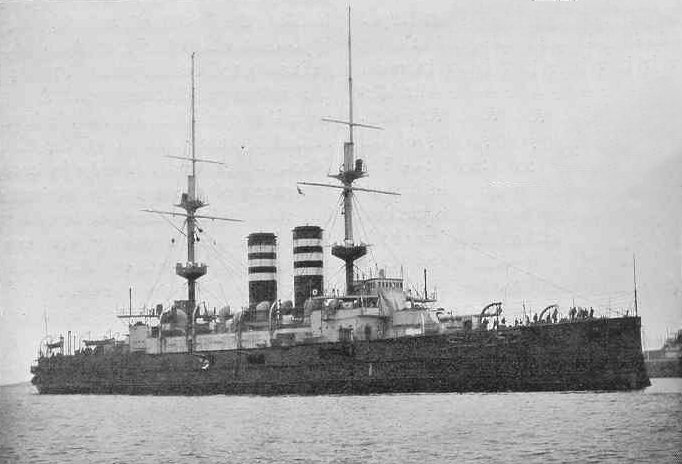
三笠 (1905)

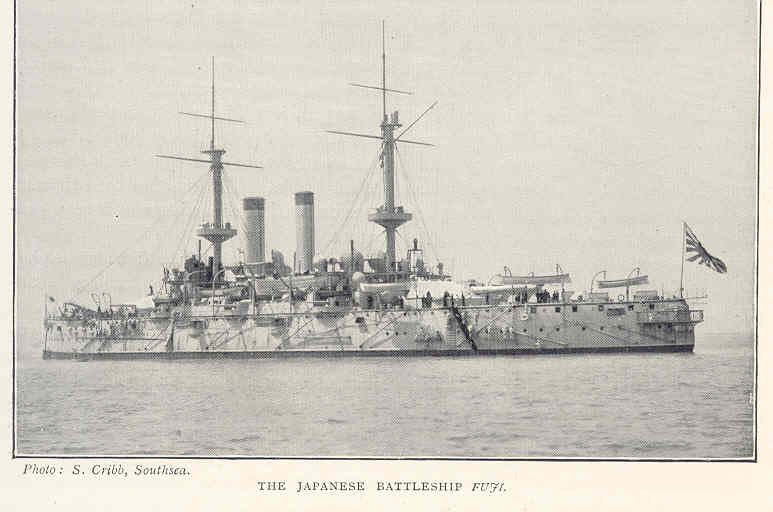
富士 (1897年6月)

人員については日本海海戦における連合艦隊幹部を参照
連合艦隊司令長官：東郷平八郎大将、参謀長：加藤友三郎少将
第1艦隊 ※連合艦隊司令部直率
第1戦隊（司令官：三須宗太郎少将）
戦艦：三笠（艦隊旗艦）、敷島、富士、朝日
装甲巡洋艦：春日、日進（戦隊旗艦）
通報艦：龍田
第3戦隊（司令官：出羽重遠中将）
防護巡洋艦：笠置（戦隊旗艦）、千歳、音羽、新高
第1駆逐隊（司令：藤本秀四郎大佐）
駆逐艦：春雨（隊旗艦）、吹雪、有明、霰、暁
第2駆逐隊（司令：矢島純吉大佐）
駆逐艦：朧（隊旗艦）、電、雷、曙
第3駆逐隊（司令：吉島重太郎大佐）
駆逐艦：東雲（隊旗艦）、薄雲、霞、漣
第14艇隊（司令兼艇長：関重孝中佐）
水雷艇：千鳥（隊旗艦）、隼、真鶴、鵲
第2艦隊
司令長官：上村彦之丞中将
第2戦隊（司令官：島村速雄少将）
装甲巡洋艦：出雲（艦隊旗艦）、吾妻、常磐、八雲、浅間、磐手（戦隊旗艦）
通報艦：千早
第4戦隊（司令官：瓜生外吉中将）
防護巡洋艦：浪速（戦隊旗艦）、高千穂、明石、対馬
第4駆逐隊（司令：鈴木貫太郎中佐）
駆逐艦：朝霧（隊旗艦）、村雨、白雲、朝潮
第5駆逐隊（司令：広瀬順太郎大佐）
駆逐艦：不知火（隊旗艦）、叢雲、夕霧、陽炎
第9艇隊（司令兼艇長：河瀬早治中佐）
水雷艇：蒼鷹（隊旗艦）、雁、燕、鴿
第19艇隊（司令兼艇長：松岡修蔵中佐）
水雷艇：鴎（隊旗艦）、鴻、雉
第3艦隊
司令長官：片岡七郎中将
第5戦隊（司令官：武富邦鼎少将）
防護巡洋艦：厳島（艦隊旗艦）、松島、橋立（戦隊旗艦）
戦艦：鎮遠
通報艦：八重山
第6戦隊（司令官：東郷正路少将）
防護巡洋艦：須磨（戦隊旗艦）、和泉、千代田、秋津洲
第7戦隊（司令官：山田彦八少将）
甲鉄艦：扶桑（戦隊旗艦）
巡洋艦：筑紫、高雄
砲艦：鳥海、摩耶、宇治
第1艇隊（司令兼艇長：福田昌輝少佐）
水雷艇：第六七号、第六八号、第六九号（隊旗艦）、第七〇号
第10艇隊（司令兼艇長：大瀧道助少佐）
水雷艇：第三九号、第四〇号、第四一号、第四三号（隊旗艦）
第11艇隊（司令兼艇長：富士本梅次郎少佐）
水雷艇：第七二号、第七三号（隊旗艦）、第七四号、第七五号
第15艇隊（司令兼艇長：近藤常松少佐）
水雷艇：雲雀（隊旗艦）、鷺、鷂、鶉
第20艇隊（司令兼艇長：久保来復少佐）
水雷艇：第六二号、第六三号、第六四号、第六五号（隊旗艦）
呉鎮守府所属臨時編入戦隊
第5艇隊（司令兼艇長：小川水路少佐）
水雷艇：福龍（隊旗艦）、第二五号、第二六号、第二七号
竹敷要港部所属臨時編入戦隊
第16艇隊（司令兼艇長：若林欽少佐）
水雷艇：白鷹（隊旗艦）
第17艇隊（司令兼艇長：青山芳得少佐）
水雷艇：第三一号、第三二号、第三三号、第三四号（隊旗艦）
第18艇隊（司令兼艇長：河田勝治少佐）
水雷艇：第三五号、第三六号（隊旗艦）、第六〇号、第六一号
特務艦隊（司令官：小倉鋲一郎少将）
仮装巡洋艦：亜米利加丸、佐渡丸、信濃丸、満州丸、八幡丸、台南丸
水雷母艦：熊野丸、春日丸

### ロシア帝国海軍

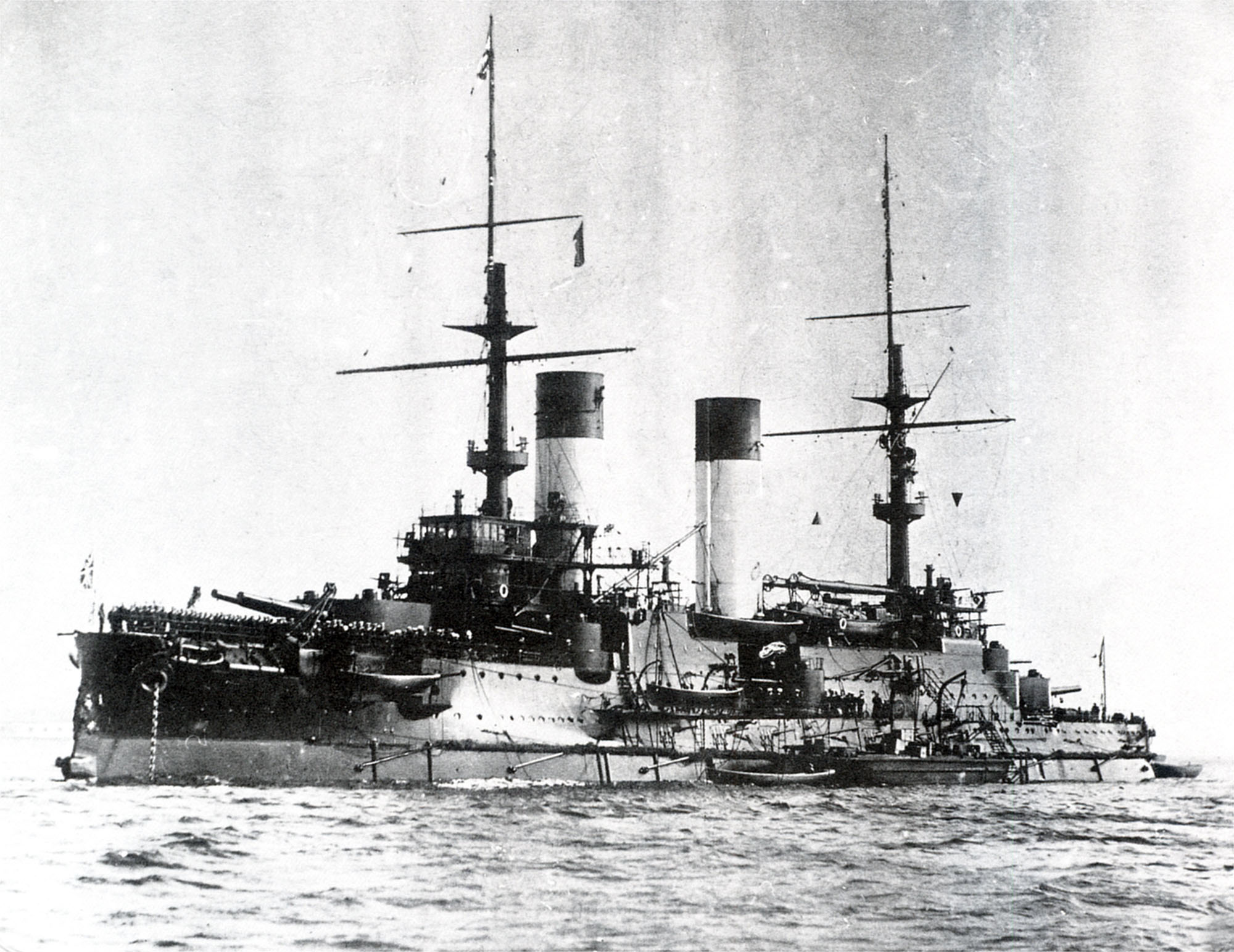
クニャージ・スヴォーロフ (1904)

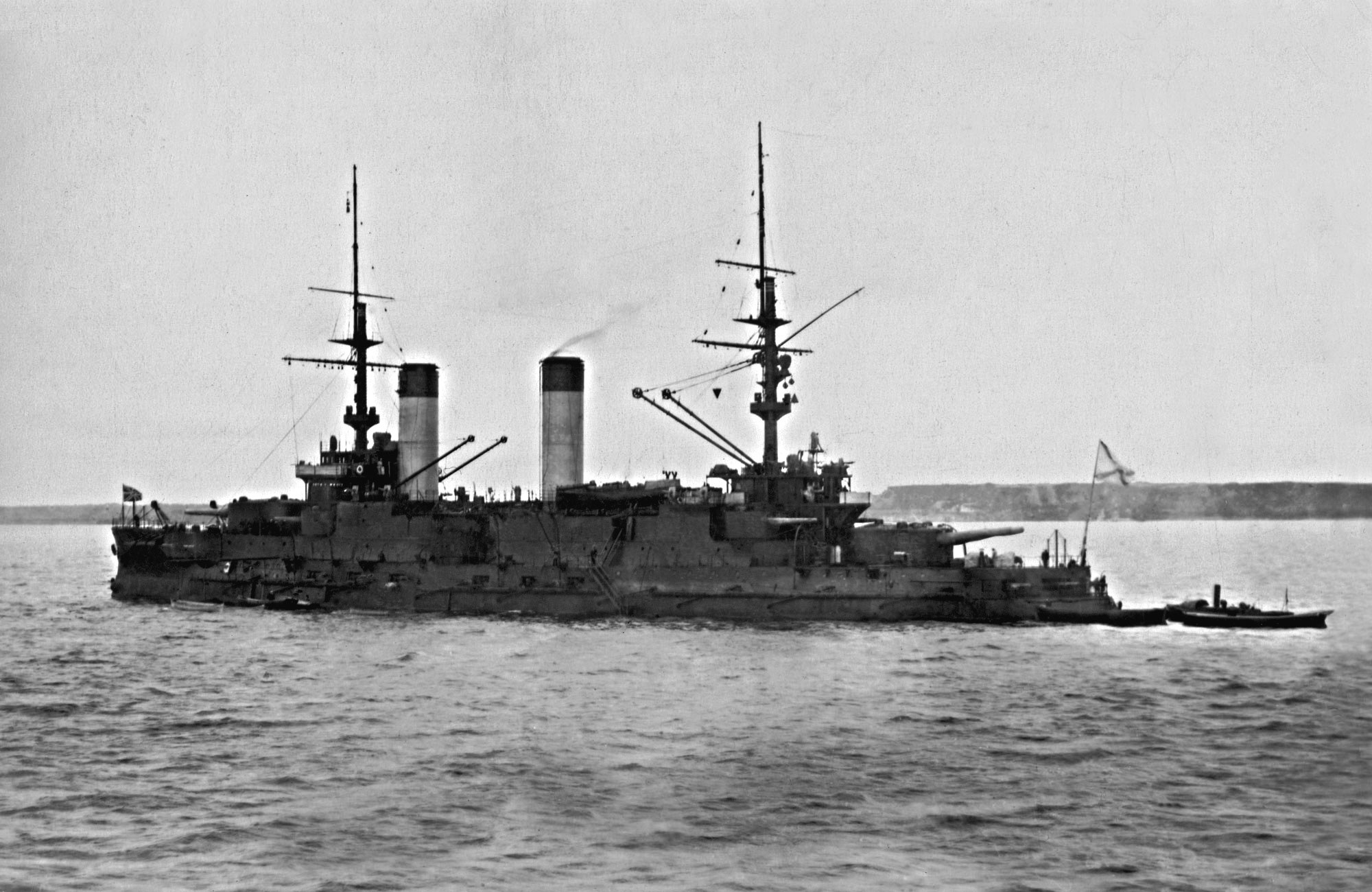
ボロジノ (1904)

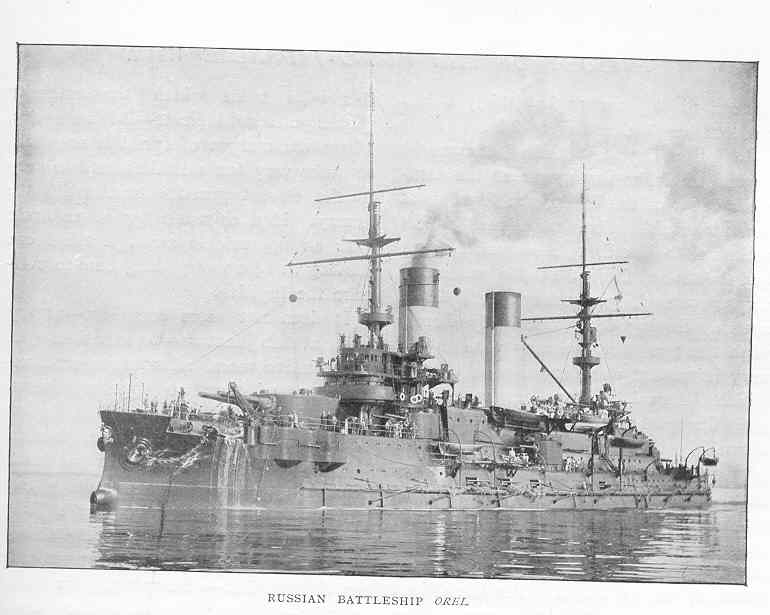
オリョール (1904)

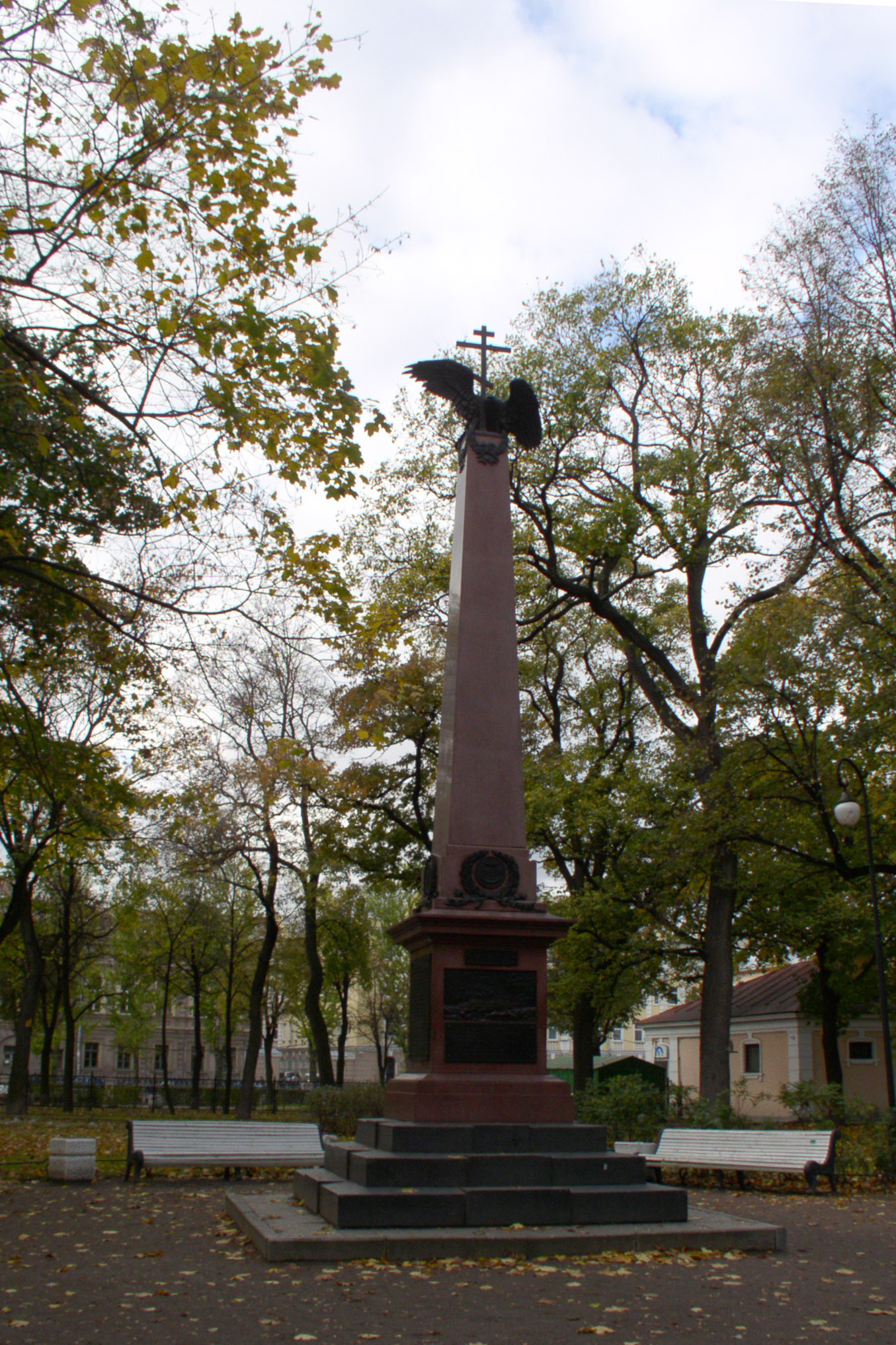
対馬オベリスク

海戦に参加しなかった艦艇は含まない。正式名称は第2及び第3太平洋艦隊。
司令長官：ジノヴィー・ロジェストヴェンスキー中将、参謀長：クラピエ・ド・コロング大佐
第1戦艦隊 ※第2太平洋艦隊司令部直率
戦艦：クニャージ・スヴォーロフ（艦隊/隊旗艦）、インペラートル・アレクサンドル3世、ボロジノ、オリョール
第2戦艦隊（司令長官：フェルケルザム少将）
戦艦：オスリャービャ（隊旗艦）、ナヴァリン
海防戦艦：シソイ・ヴェリキー
装甲巡洋艦：アドミラル・ナヒーモフ
第3戦艦隊（司令長官：ニコライ・ネボガトフ少将）
戦艦：インペラートル・ニコライ1世（隊旗艦）
海防戦艦：ゲネラル・アドミラル・アプラクシン、アドミラル・セニャーヴィン、アドミラル・ウシャーコフ
第1巡洋艦隊（司令長官：エンクウィスト少将）
防護巡洋艦：オレーク（隊旗艦）、アヴローラ
装甲艦：ドミトリー・ドンスコイ
装甲巡洋艦：ウラジミール・モノマフ
第2巡洋艦隊
防護巡洋艦：スヴェトラーナ（隊旗艦）、ジェムチュク、イズムルート
巡洋艦：アルマース
第1駆逐艦隊（1907年までロシアは駆逐艦に当たる言葉が無く水雷艇としていたが、日本側では駆逐艦に分類していた）
駆逐艦：ブイヌイ、ベドヴイ、ブイスツルイ、ブラーヴイ
第2駆逐艦隊
駆逐艦：グローズヌイ、グロームキー、ボードルイ、ブレスチャーシチー、ベズプリョーチヌイ
随伴艦船
7,800トン級仮装巡洋艦：ウラル
7,200トン級工作船：カムチャツカ
15,000トン級輸送船:イルツイシ
9,600トン級輸送船:コレーヤ
7,300トン級輸送船：アナディリ
610トン級航洋曳船:ルーシ、スヴィーリ
8,100トン級病院船：オリョール
3,500トン級病院船：コストローマ

## 記念碑
福岡県福津市に日本海海戦紀念碑がある他、神奈川県横須賀市にある三笠公園において東郷の旗艦であった戦艦「三笠」が記念艦として保存されており、東郷の銅像などと共に常設展示されている。
また、毎年5月27日には海上自衛隊の横須賀基地で「日本海海戦記念式典」が催されている。
1908年、サンクトペテルブルクに、「インペラートル・アレクサンドル3世」乗組員の慰霊碑「対馬オベリスク」(Цусимский обелиск) が建てられた。

## 日本海海戦を題材とした作品

### 軍歌
日本海海戦を題材とした同名軍歌は4曲ほど創作された。日本海海戦 (軍歌)を参照。

### 小説
- 司馬遼太郎『坂の上の雲』
- 吉村昭『海の史劇』
- アレクセイ・ノビコフ＝プリボイ『ツシマ』
- 岡田和裕『ロシアから見た日露戦争』

### 映画
- 『撃滅』（1930年、日活）
- 『明治天皇と日露大戦争』（1957年、新東宝）
- 『日本海大海戦』（1969年、東宝）
- 『日本海大海戦 海ゆかば』（1983年、東映）

### テレビドラマ
- 『坂の上の雲』（2009年-2011年、NHK）

### ボードゲーム
- 『日本海海戦』（バンダイifシリーズ）